# Okres Louny

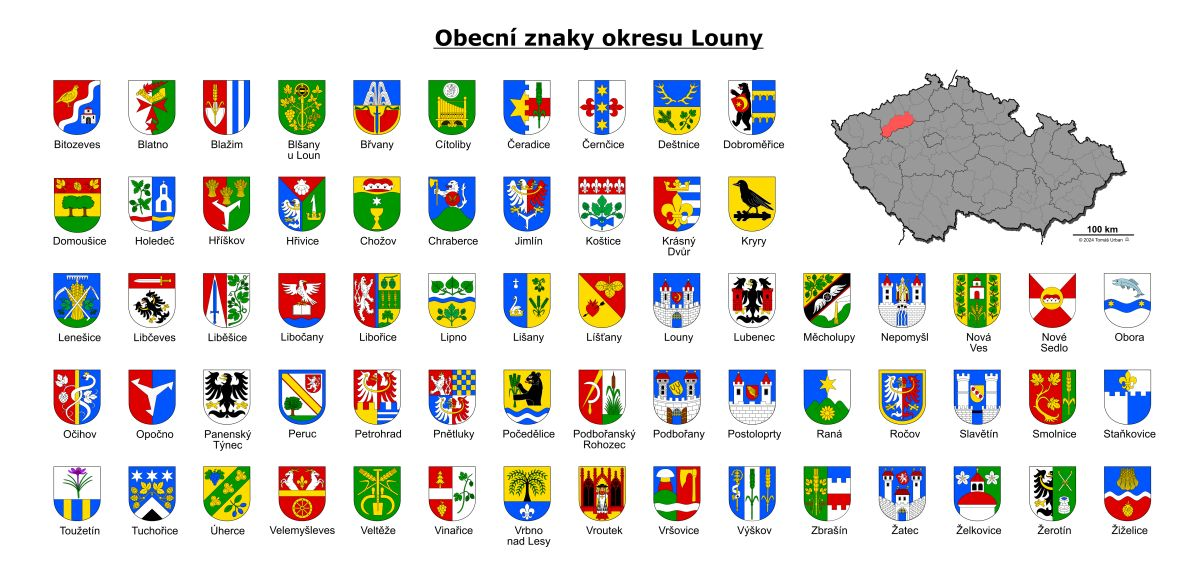
Přehled znaků okresu Louny

Okres Louny (Lounsko) se nachází v severních Čechách, v Ústeckém kraji. Okresním městem jsou Louny v severovýchodní části regionu. Území Lounska má přibližně tvar kosodélníka táhnoucího se od jihozápadu k severovýchodu o délce asi 62 km a průměrné šířce cca 20 km. Rozlohou je Lounsko největším okresem Ústeckého kraje, naopak počtem obyvatel se řadí až na poslední místo. Hustota zalidnění okresu je v rámci kraje i ČR spíše podprůměrná.
Okres Louny sousedí v rámci Ústeckého kraje na severozápadě s okresem Chomutov, na severu s okresy Most a Teplice, na severovýchodě pak s okresem Litoměřice, Na jihovýchodě a jihu jsou jeho sousedy okresy Kladno a Rakovník kraje Středočeského, na jihozápadě hraničí s okresem Plzeň-sever kraje Plzeňského a na západě s okresem Karlovy Vary kraje Karlovarského.
Od reformy státní správy, která proběhla na počátku roku 2003, je okres rozčleněn do tří správních obvodů obce s rozšířenou působností (obcí III. stupně) – Louny, Žatec a Podbořany.

## Přírodní podmínky

### Podnebí
Lounský okres je charakterem podnebí v rámci naší republiky extrémním územím. Vlivem srážkového stínu Krušných hor se jedná o nejsušší okres České republiky. Průměrné roční srážkové úhrny činí 300–500 mm, dlouhodobý průměrný roční úhrn srážek v Žatci činí 410 mm, republikový průměr je cca 700 mm.

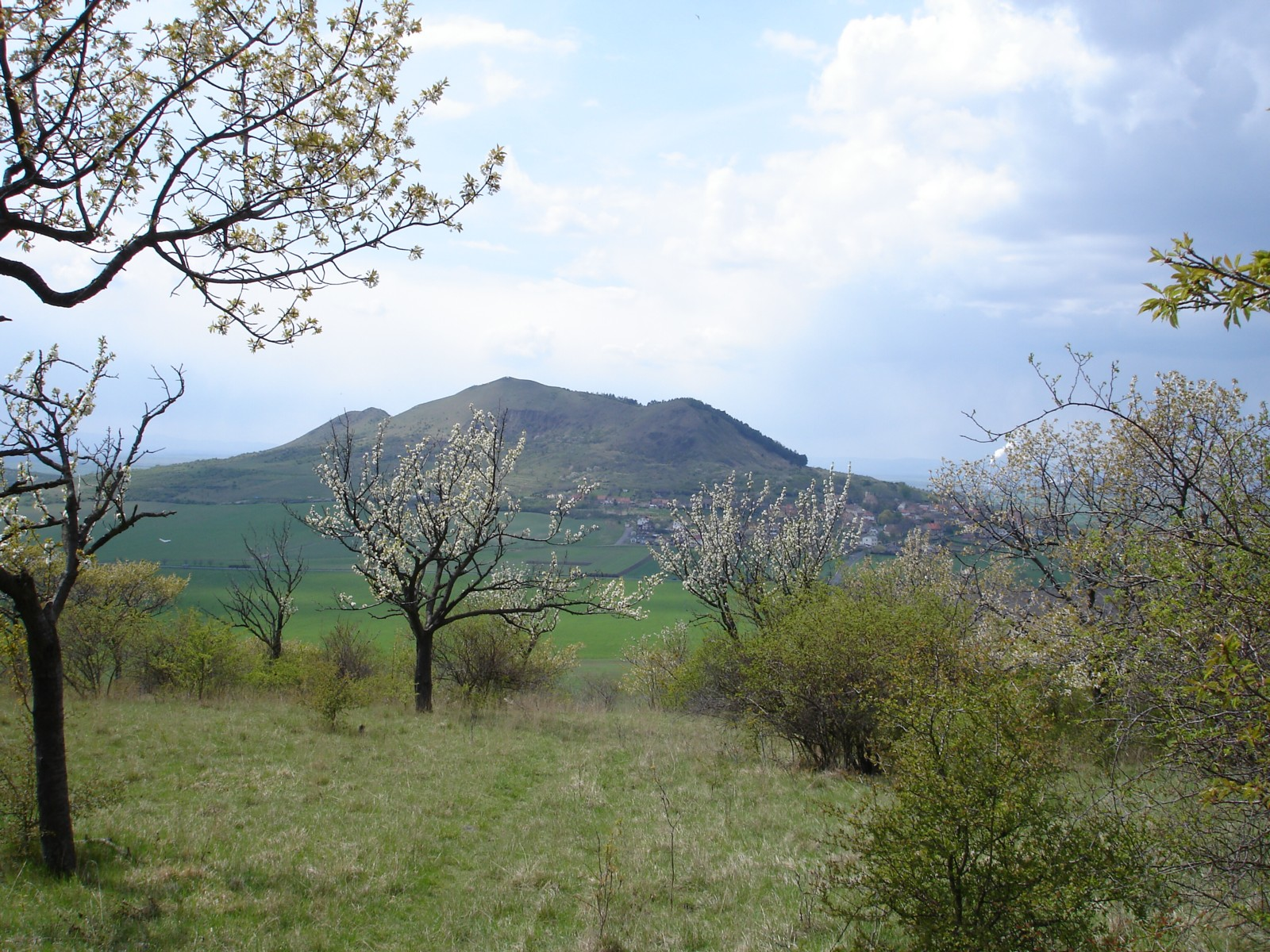
Dominantou krajiny severně od Loun jsou čedičové kupy prvních vrcholů Českého Středohoří. Na snímku hora Raná, která se nad stejnojmennou obcí tyčí do výšky 457 m.

Teplotně spadá téměř celé Lounsko do teplé podnebné oblasti s průměrnou roční teplotou asi 8 °C. Nízké srážkové úhrny v kombinaci s vysokou odlesněností a severozápadními větry vedou k vysoušení zemědělské půdy, kterou je třeba uměle zavlažovat.

### Reliéf
Okres Louny se rozprostírá na rozhraní tří vyšších geomorfologických celků Českého masivu– České tabule, Krušnohorské subprovincie a Poberounské subprovincie. Do České tabule patří Dolnooharská tabule, která zahrnuje údolí Ohře od východní hranice okresu až přibližně po Postoloprty. Krušnohorská subprovincie zabírá sever a západ okresu – patří sem svahy a vrcholy sopečného Českého středohoří vystupující severně od Loun, jižní výběžek Mostecké pánve zasahující až k Žatci a Podbořanům a podhůří Doupovských hor v západní a jihozápadní části okresu (Nepomyšl, Lubenec). Pod Poberounskou subprovincii spadá Rakovnická pahorkatina a hřeben Džbánu v jižní části okresu.
Nejvýše položené partie Lounska se nacházejí na protilehlých stranách okresu – na jihozápadě v Malměřickém lese u Lubence (vrchol Čertovka, 587 m) a na severovýchodě v Českém středohoří na úpatí vrcholu Ostrý v katastru obce Libčeves (cca 610 m). Pro oblast severně od Loun je charakteristický výskyt osamělých kup sopečných vrcholů – Raná (457 m) a Oblík (510 m) náležících již k Českému středohoří. V pohoří Džbán je na Lounsku nejvyšší Pískový vrch u Domoušic (526 m). Naopak nejníže položeným územím je oharské údolí, které postupně od západu klesá od cca 220 m pod Nechranickou přehradou až po 162 m u Koštic na hranicích s litoměřickým okresem. Tam se nachází také nejníže položený bod okresu.

### Vodstvo

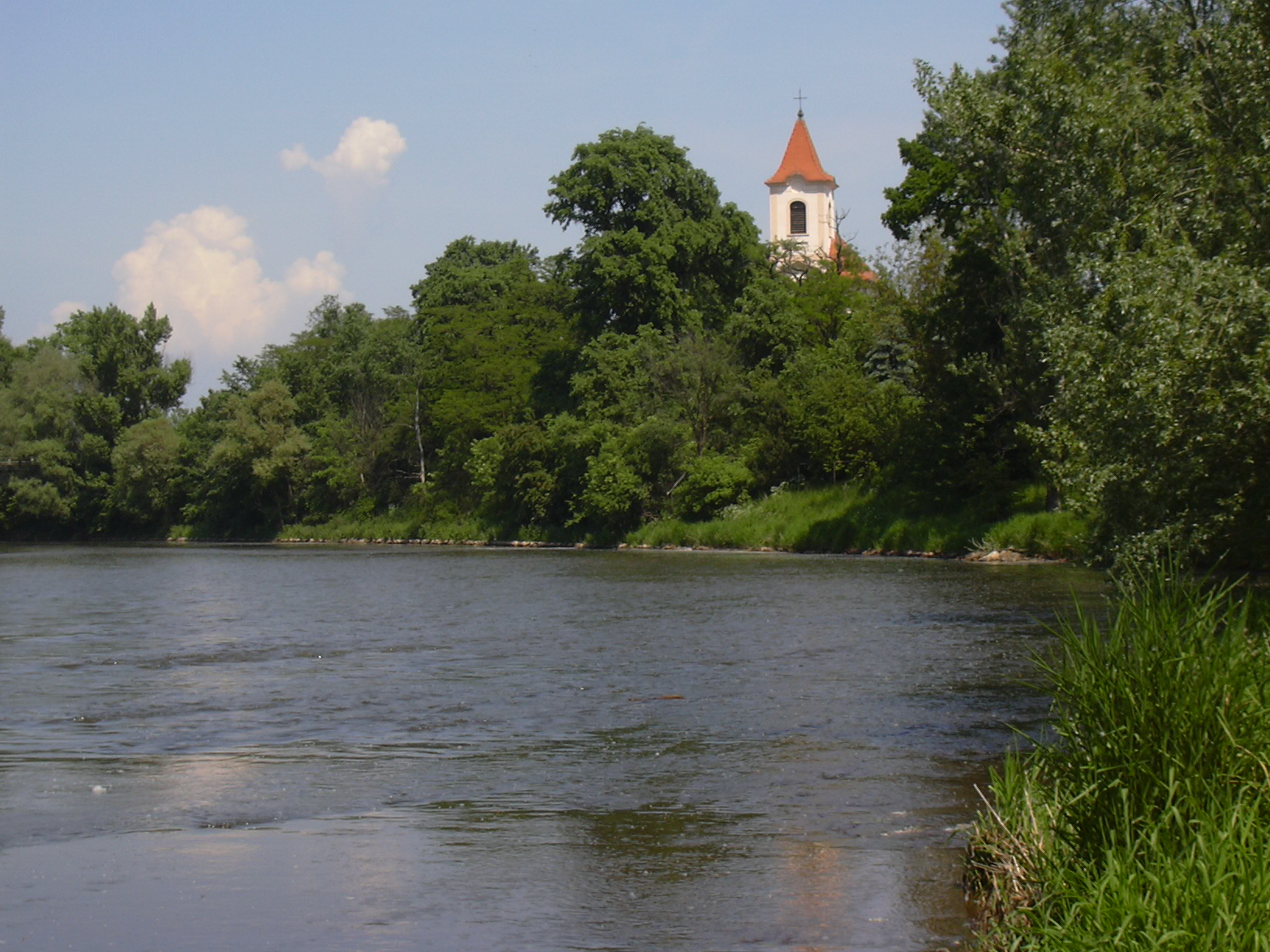
Řeka Ohře je po Vltavě českým nejmohutnějším přítokem Labe. Na jejím dolním toku najdeme také města Žatec a Louny. Krajina Dolního Poohří byla již od pravěku svým charakterem předurčena k lidskému osídlení. Na snímku tok řeky u osady Hradiště nedaleko Žatce.

Téměř celý okres Louny je odvodňován postupně do řeky Ohře, která se u Litoměřic vlévá zleva do Labe. Ohře protéká okresem v délce 72 kilometrů a tvoří přirozenou „páteř“ okresu, oddělující Džbán a České středohoří. Na území okresu vstupuje řeka těsně pod hrází nechranické přehrady. Protéká oběma největšími městy okresu – Žatcem i Louny. Tok řeky měl značný význam pro rozvoj oblasti již ve středověku, úrodné údolí Ohře na Lounsku a Litoměřicku lákalo však k osídlení již v době kamenné. Významnými přítoky Ohře na území okresu jsou Blšanka, Hasina a Chomutovka.
Říčka Blšanka odvodňuje celý jihozápad okresu – Podbořansko – pramení v Doupovských horách a protéká Lubenec, Kryry, Blšany a Měcholupy. Do Ohře ústí zprava v Trnovanech. Potok Hasina pramení v pohoří Džbán, je relativně krátký a má rychlejší spád. Odvodňuje údolí mezi Domoušicemi a Jimlínem, u Postoloprt ústí zprava do Ohře. Nedaleko ústí Hasiny se do Ohře, tentokrát však zleva vlévá říčka Chomutovka přitékající ze severozápadu, jak už název odpovídá od Chomutova. Pramení však až vysoko v Krušných horách nedaleko Hory Svatého Šebestiána.
Vlivem celkového nedostatku vody je území lounského okresu relativně chudé na umělé nádrže. Největší (a jeden z mála) rybníků na okrese se nachází u Lenešic nedaleko od Loun. Několik drobnějších rybníků je také v oblasti Kryr, Lubence a Petrohradu. Za zmínku však stojí uměle vybudované závlahové nádrže, které se nacházejí např. u Blatna, u Blšan nebo u Očíhova.

## Územní struktura

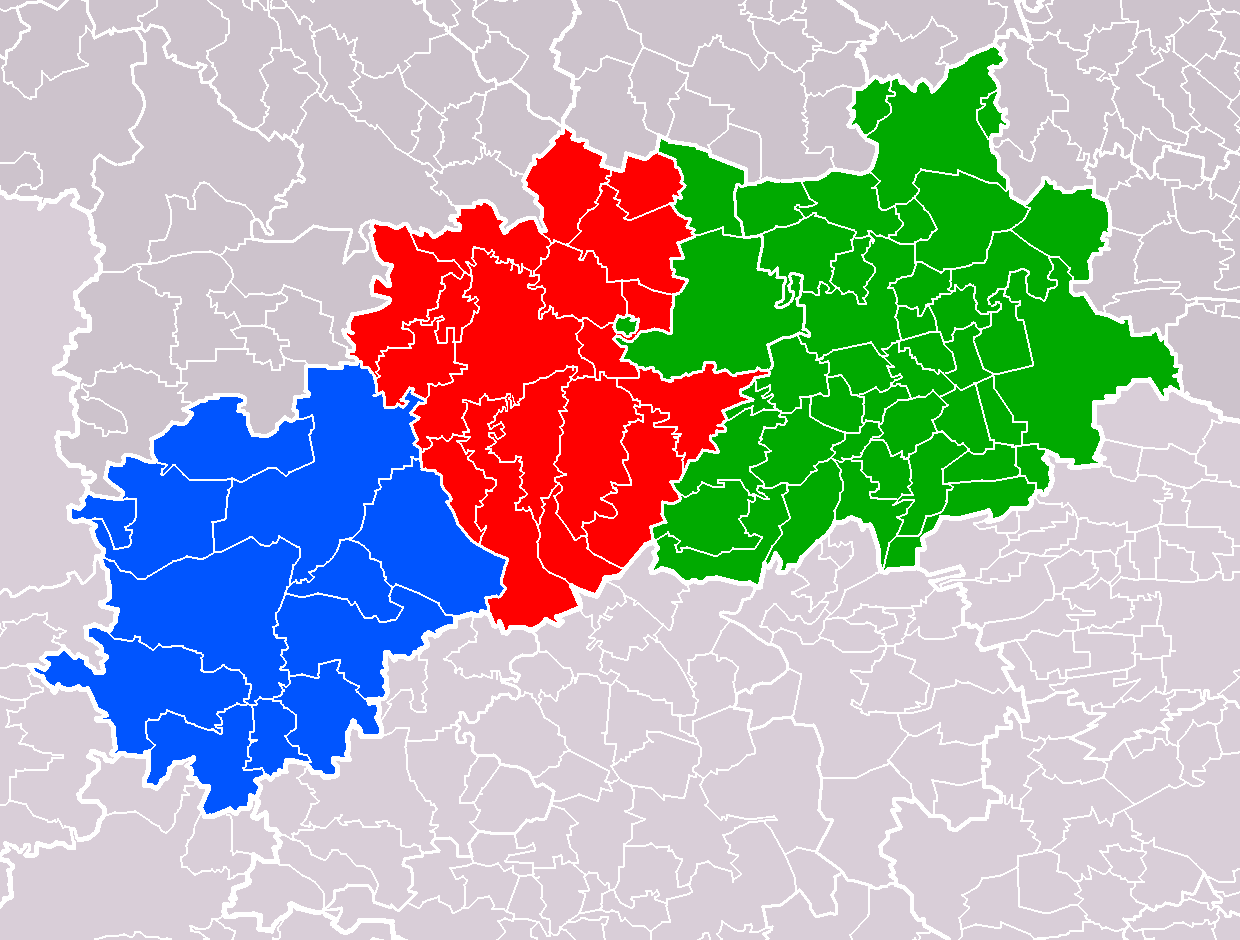
Správní obvody obcí s rozšířenou působností: Louny (zeleně), Podbořany (modře) a Žatec (červeně).
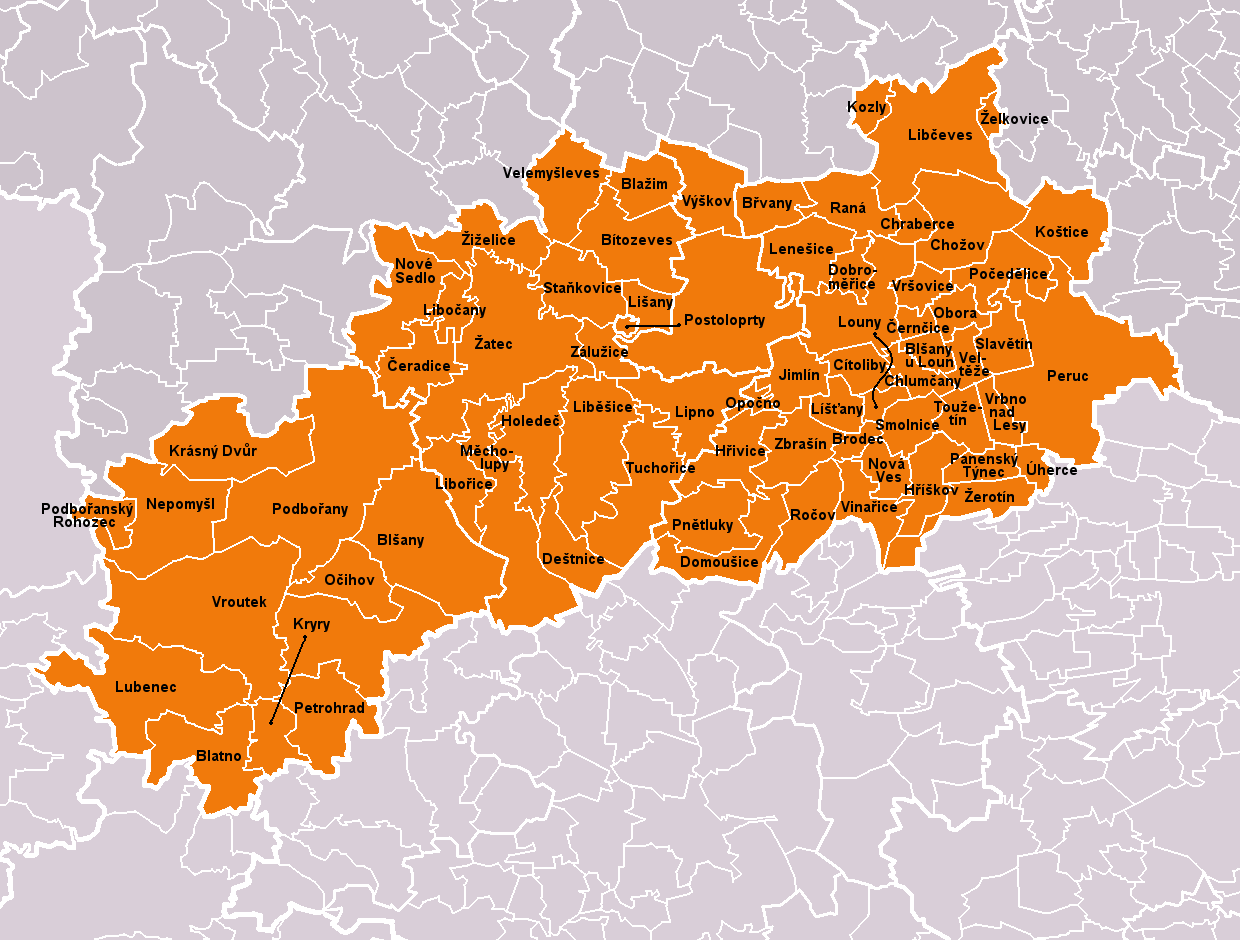
Členění okresu Louny na obce.
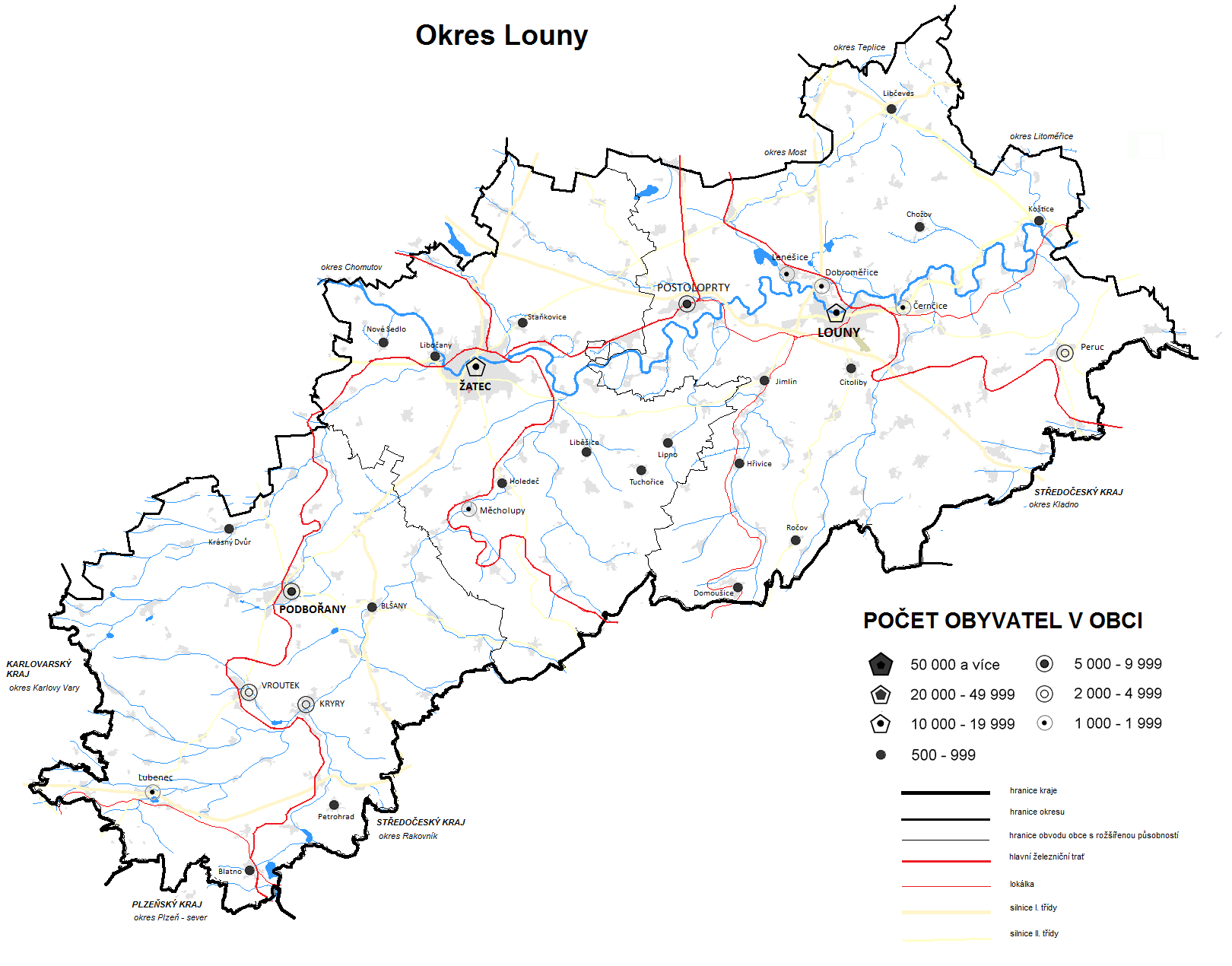
Jednoduchý plánek největších obcí a nejvýznamnějších dopravních cest okresu Louny.

### Vznik a vývoj okresu Louny
Lounský okres v dnešní podobě začal fungovat 1. července 1960 v souvislosti s reformou veřejné správy zakotvenou v nové, tzv. „socialistické“ ústavě. Stal se nástupcem tří původních okresů – Louny, Žatec a Podbořany, jež v tehdejší podobě existovaly od první poválečné reformy veřejné správy z roku 1949.

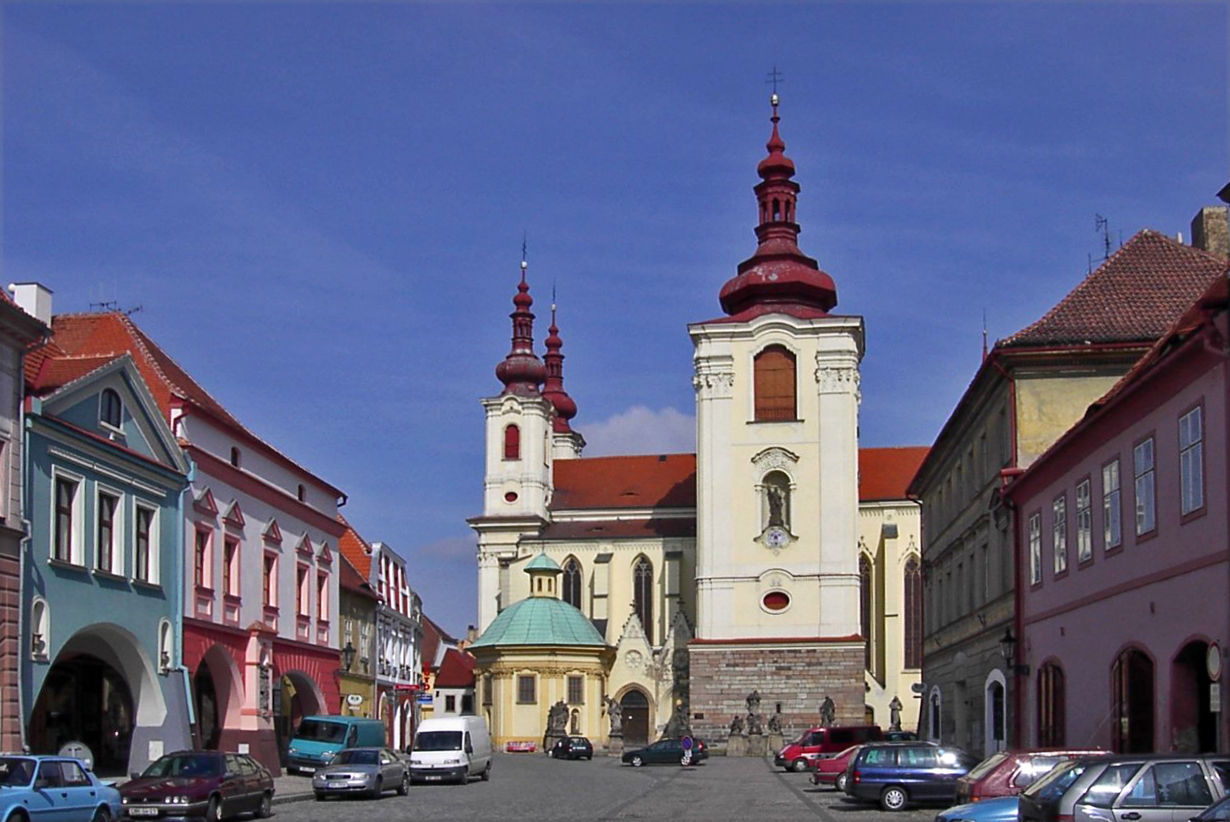
Největším městem okresu Louny je Žatec. Dnes je již rozdíl v počtu obyvatel obou měst minimální, ale v době zřízení okresu v roce 1960 byl Žatec téměř o 4 tisíce obyvatel větší. O důvodech, proč byly za středisko okresu zvoleny právě Louny panují různé dohady. Jedním z důvodů byla prý větší členská základna KSČ v Lounech, příčinou mohla být také stále ještě krátká doba uplynulá od poválečného dosídlení města (zatímco Louny dosidlovat nepotřebovaly a byly tím pádem stabilnější).

Lounský a žatecký okres byly před reformou součástí kraje Ústí nad Labem, podbořanský okres spadal pod kraj Karlovarský. Do nově vzniklého lounského okresu byly začleněny také některé obce původně patřící do okresů Bílina a Lovosice. Celý nově vzniklý okres se stal součástí Severočeského kraje se sídlem v Ústí nad Labem. Tehdy větší okresní město Žatec o svůj status přišlo a připadlo pod město menší – Louny.
Po roce 1960 bylo zároveň započato s procesem integrace obcí do větších celků – tzv. střediskových obcí. A tak pokud bylo v roce 1961 na území Lounska 113 místních nebo městských národních výborů, do roku 1979 klesl jejich na počet na 87. V letech 1980–1981 byla provedena nejširší vlna integrace obcí v ČSSR a na Lounsku tak zbylo jenom 29 městských a místních národních výborů (integrace provedena k 1. lednu 1981). Tento stav vydržel až do roku 1990, kdy se při prvních svobodných komunálních volbách velké množství obcí opět osamostatnilo, a tak bylo při sčítání lidu v roce 1991 na okrese Louny již 61 obcí. V současné době je samostatných obcí v okrese 70, části obce s více než dvěma sty obyvateli na okrese stále ještě zůstávají, ale vzhledem k faktu, že má ČR jeden z nejvyšších počtů obcí v EU, nedá se již zřejmě počítat s dalšími vlnami osamostatňování.
Téměř po celou padesátiletou dobu existence dnešního lounského okresu padají z Žatce mnohá kritická slova na adresu okresního města Loun. Jednalo se zejména o údajné přerozdělování investic ve značný neprospěch Žatce, ať už co se týče památkové péče, úřadů státní správy nebo výstavby a rozvoje města. Svůj problém chtěl Žatec řešit po revoluci, v roce 1994, vyhlášením vlastního okresu. Žádost byla však, stejně jako požadavek Rumburku na osamostatnění od okresu Děčín, zamítnuta. (Tehdy uspěl jedině okres Jeseník, který se s platností od 31. 12. 1995 odtrhl od okr. Šumperk). A tak se Žatec větší „rehabilitace“ dočkal až v roce 2003 při reformě státní správy, kdy se stal obcí s rozšířenou působností v rámci Ústeckého kraje. Lounský okres však nezanikl a dodnes je správním obvodem mnoha státních institucí.

### Zaniklé obce ve 20. století
Území Lounska na rozdíl od svých severních sousedících okresů (Chomutov a Most) bylo ušetřeno likvidace vesnic kvůli těžbě hnědého uhlí. Jedinou výjimkou byly Třískolupy, bývalá obec v severní části okresu u počeradské tepelné elektrárny, která byla zrušena v roce 1973 kvůli zřízení úložiště popílku právě pro elektrárnu v Počeradech. Zanikla také vesnička Hůrky u Libočan, odkud byli původní obyvatelé vysídleni.

### Obce s rozšířenou působností
Jak již bylo zmíněno výše, lounský okres se od ledna 2003 člení na 3 správní obvody obce s rozšířenou působností: Louny, Žatec a Podbořany.

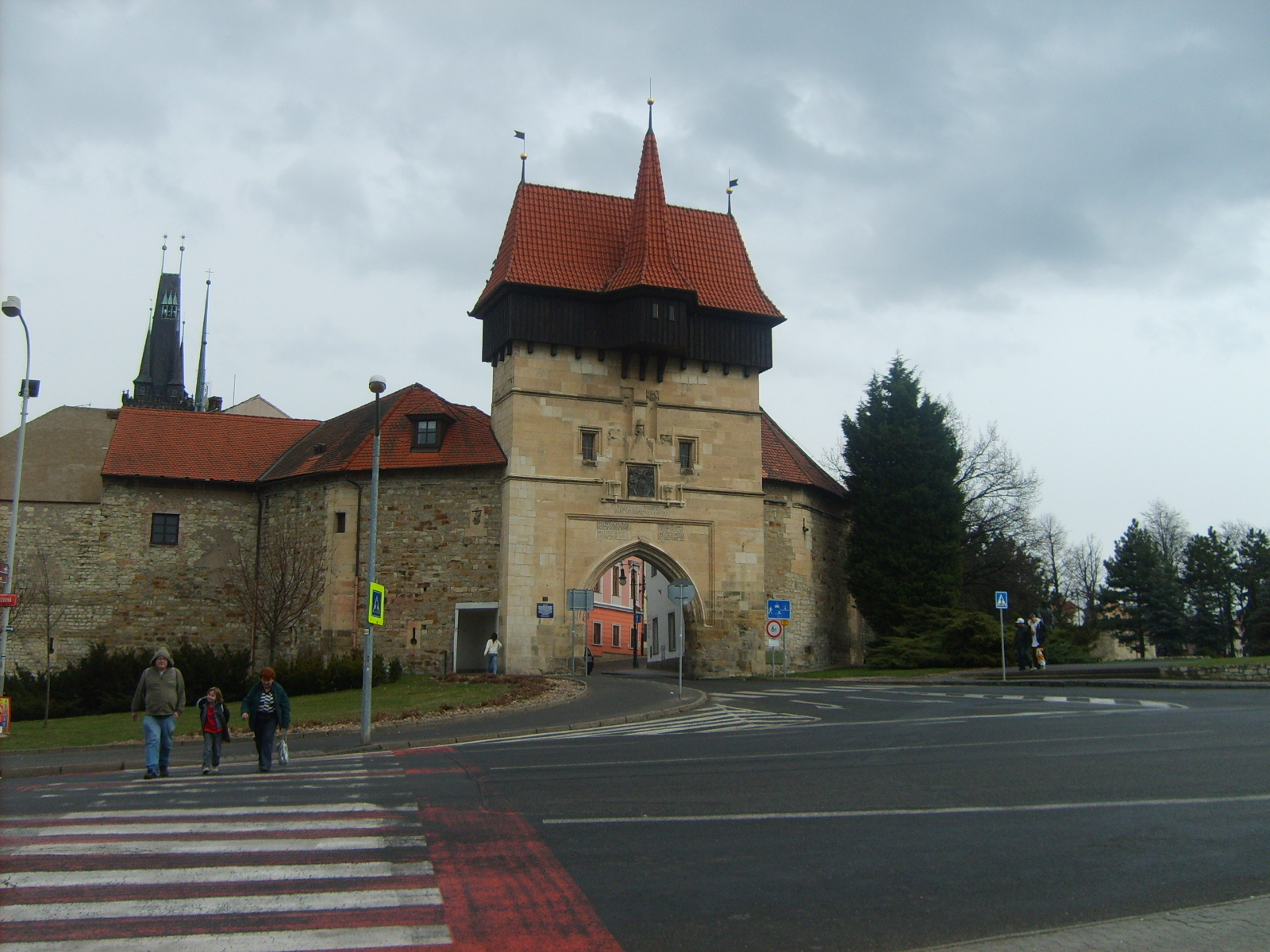
Okresní město Louny se po reformě veřejné správy stalo obcí s rozšířenou působností, jejíž správní obvod čítá téměř 45 tisíc obyvatel. Louny jsou však dodnes sídlem mnohých státních institucí pro celý okres - např. soudu, policie, státního zastupitelství, úřadu práce, aj. Na snímku Žatecká brána, která v roce 2000 "oslavila" půl tisíciletí své existence.

Správní obvod obce s rozšířenou působností (dále jen správní obvod) Louny zahrnuje 41 obcí okresu v jeho severovýchodní části. Kromě města Louny pod něj patří i Postoloprty. Na rozloze 473 km² žije asi 44 tisíc obyvatel, což představuje hustotu zalidnění asi 92 obyv./km².
Žatecký správní obvod zabírá „prostředek“ lounského okresu. Jeho rozloha činí 307 km² s 23 tisíci obyvateli. Průměrná lidnatost dosahuje 76 obyv./km². Správní obvod je tvořen územím 18 obcí, Žatec je jediným městem správního obvodu.
Správní obvod Podbořany leží na hranici 4 krajů a 4 okresů (Louny, Rakovník, Plzeň-sever a Karlovy Vary). Je tedy nejodlehlejším správním obvodem Lounska. Na rozloze 338 km² zde žije 16 tisíc obyvatel. Hustota zalidnění je velmi nízká – 48 obyv./km². Na území správního obvodu se nacházejí 4 menší města – Podbořany, Vroutek, Kryry a Blšany.

### Tabulka vzdáleností (km)

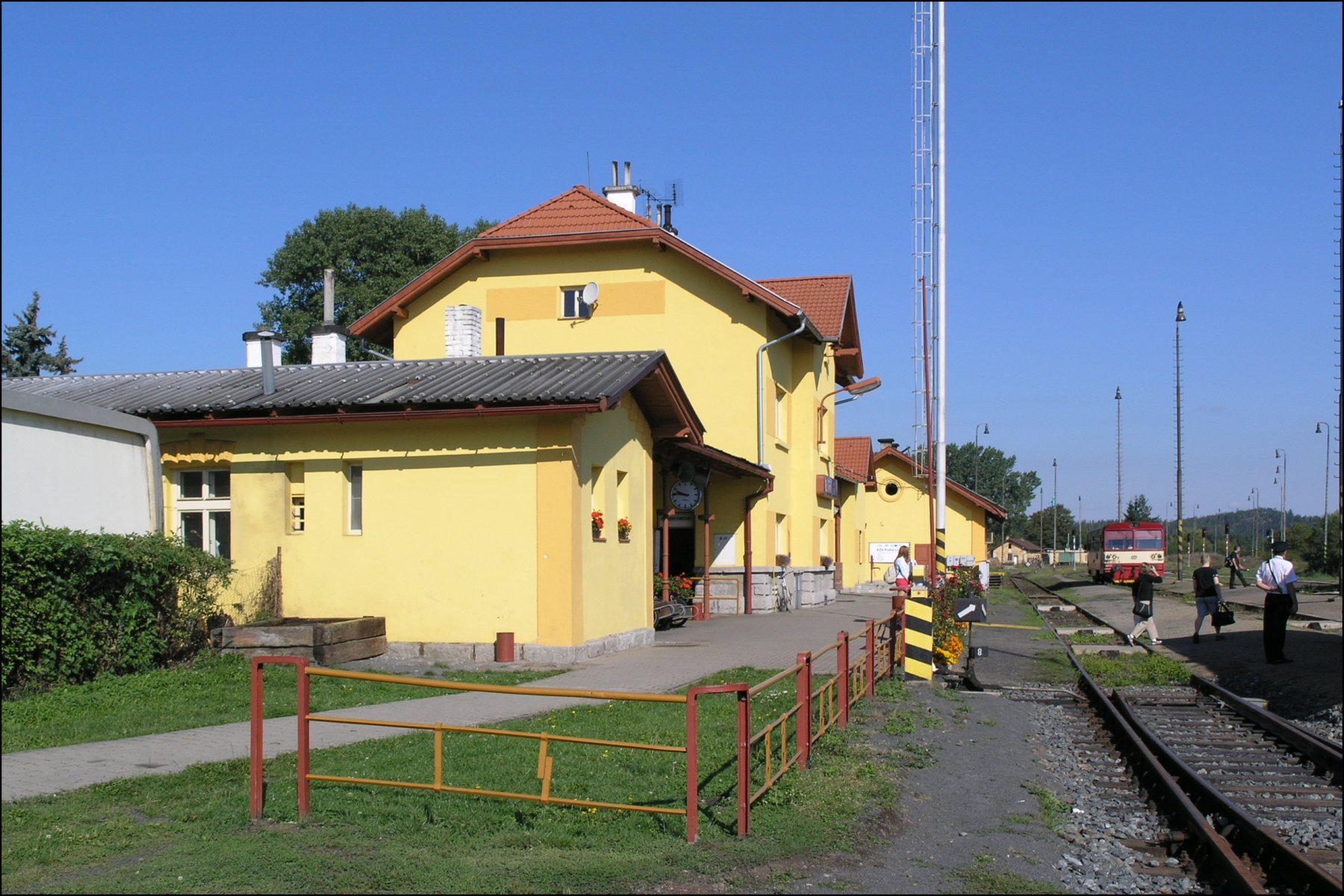
Blatno u Jesenice je významnou železniční křižovatkou na rozhraní čtyř krajů. Setkávají se tam železniční tratě Plzeň - Žatec a Bečov nad Teplou - Rakovník. Vzdálenosti do správních středisek jsou z této obce extrémní - např. do okresního města Loun je to nejrychlejší cestou po silnici 51 km, což představuje jednu z největších vzdáleností obce od okresního města v ČR. Blíže je to i do krajského města Plzeňského kraje - 46 km. Blatno se nachází v turisticky atraktivní oblasti Rakovnické vrchoviny s hustými lesy plnými různých kamenných útvarů.

| Vzdálenost z obce | ve správním obvodě | do středu správního obvodu | do okresního města | do krajského města |
| ----------------- | ------------------ | -------------------------- | ------------------ | ------------------ |
| Žatec             | Žatec              | ---                        | 21                 | 62                 |
| Podbořany         | Podbořany          | ---                        | 35                 | 78                 |
| Postoloprty       | Louny              | ---                        | 8                  | 52                 |
| Kryry             | Podbořany          | 9                          | 39                 | 85                 |
| Peruc             | Louny              | ---                        | 15                 | 45                 |
| Blatno            | Podbořany          | 20                         | 51                 | 97                 |
| Měcholupy         | Žatec              | 8                          | 24                 | 70                 |
| Nepomyšl          | Podbořany          | 8                          | 43                 | 86                 |
| Libčeves          | Louny              | ---                        | 13                 | 34                 |
| Velemyšleves      | Žatec              | 10                         | 20                 | 55                 |

- Ústí nad Labem–Louny: 47
- Praha–Louny: 60
- Praha–Žatec: 79
- Praha–Podbořany: 84

## Obyvatelstvo

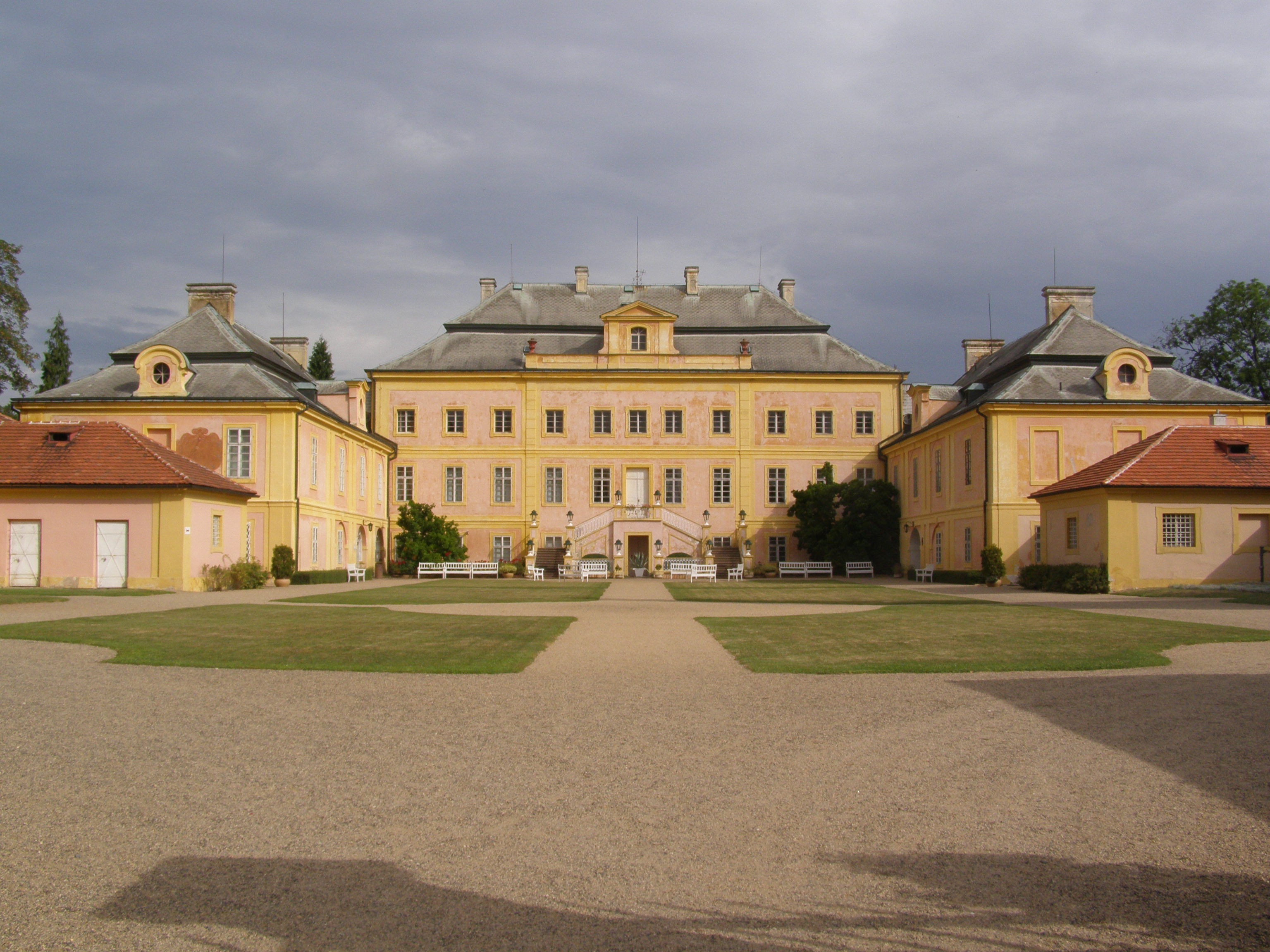
Zámek v Krásném Dvoře severně od Podbořan v podhůří Doupovských hor patří mezi nejvýznamnější stavební památky okresu. Rozlehlá souměrná barokní stavba je doplněna anglickým parkem s ozdobnými krajinnými prvky.

Na počátku roku 2018 bylo na území Lounska k trvalému pobytu přihlášeno 86 372 obyvatel. Tento počet se již téměř od konce druhé světové války příliš nemění – stále se drží mezi 85 a 90 tisíci. Mění se jen rozmístění obyvatelstva v rámci okresu – venkovské oblasti v periferních oblastech okresu se vylidňují, zatímco v perspektivně rozvíjejících se oblastech podél významných dopravních tahů a v aglomeracích největších měst okresu populace roste. Největší aglomerací okresu jsou Louny, kde s městem sousedí některé městysi a velké vesnice (Dobroměřice, Lenešice, Cítoliby, Vršovice, Černčice a Obora), dohromady mají populaci 23 tisíc obyvatel.[nenalezeno v uvedeném zdroji]

### Průměrný věk
Z hlediska věkového průměru má okres relativně příznivou strukturu – průměrný věk v roce 2018 činil 41,7 let (muži 40,5 a ženy 43,0), což se jen mírně lišilo od průměrného věku Ústeckého kraje, který byl 41,8 let (muži 40,5 a ženy 43,2). Věkový průměr ČR tehdy činil 42,2 let (muži 40,8 a ženy 43,6). Nižší průměrný věk je však částečně ovlivněn na republikové poměry velmi nízkou nadějí dožití při narození, která v roce 2008 byla 71,3 let u mužů a 78,1 roku u žen. Ve srovnání s ostatními okresy byla průměrná naděje dožití na Lounsku čtvrtá nejnižší ze 76 okresů republiky.
Nejpříznivější demografickou strukturu spojenou s nízkým věkovým průměrem mají obce nacházející se mezi Louny a Žatcem a severně od těchto měst. Nejnižší věkový průměr měla v roce 2009 obec Blažim (34,4 let), velmi nízký průměr měly také Postoloprty (36,6 let). Naopak nepříznivou věkovou strukturu mají malé obce nacházející se zejm. v oblasti jižně od Loun. Nejvyšší průměrný věk (46,6 let) měla obec Nová Ves. Z větších obcí měla nejnepříznivější věkovou strukturu Peruc (42,2 let). Průměrný věk v největších městech okresu – v Lounech i Žatci byl velmi podobný celkovému průměrnému věku okresu i kraje (kolem 39,5 let).

### Největší obce a vývoj počtu jejich obyvatel

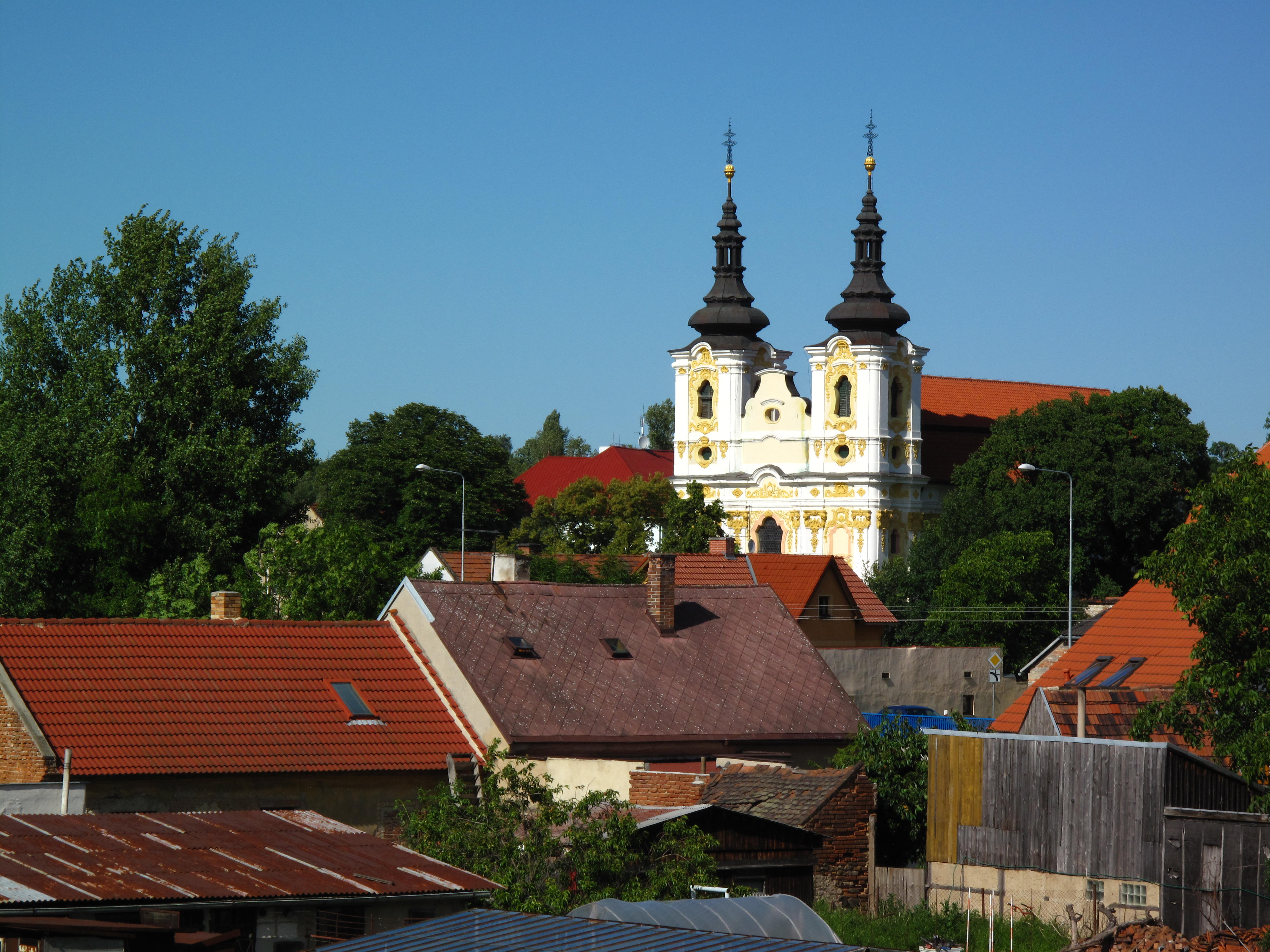
S městem Žatec ze západní strany stavebně splývají Libočany - asi pětisethlavá obec na návrší nad soutokem řeky Ohře s drobnější říčkou Liboc, která odvodňuje centrální oblasti Doupovských hor. Libočany se mohou pochlubit nejen pěkným barokním kostelem a zámkem, ale také jedním slavným rodákem - českým kronikářem Václavem Hájkem, který sepsal Hájkovu kroniku českou, významné dílo české renesanční literatury. Ačkoliv obsahuje kronika velké množství přinejmenším neověřených informací, bývala mezi lidem velmi oblíbena pro svoji vysokou čtivost.

| Název obce     | 1869         | 1930          | 1950          | 1961          | 1971          | 1981          | 1991          | 2001   | 2009   | 2018   |
| -------------- | ------------ | ------------- | ------------- | ------------- | ------------- | ------------- | ------------- | ------ | ------ | ------ |
| 1. Žatec       | 10 050 8 869 | 19 757 18 100 | 14 088 13 174 | 15 661 14 779 | 16 525 15 792 | 19 145 21 271 | 20 320 21 428 | 19 919 | 19 346 | 19 142 |
| 2. Louny       | 4 260 3 843  | 12 413 11 896 | 12 356 11 596 | 12 537 12 209 | 13 452 13 132 | 17 543 23 130 | 20 812 22 680 | 19 639 | 18 822 | 18 446 |
| 3. Podbořany   | 5 221 1 649  | 8 289 3 730   | 5 792 3 600   | 5 851 4 162   | 5 723 4 328   | 5 917         | 5 913         | 6 112  | 6 448  | 6 375  |
| 4. Postoloprty | 5 023 2 566  | 6 251 3 311   | 4 168 2 366   | 3 972 2 401   | 4 889 3 377   | 4 886 5 317   | 4 483         | 4 836  | 5 151  | 4 760  |
| 5. Kryry       | 2 914 1 430  | 4 124 2 550   | 2 384 1 606   | 2 638 1 774   | 2 485 1 746   | 2 573 3 428   | 2 454         | 2 446  | 2 422  | 2 318  |
| 6. Peruc       | 4 124 1 015  | 4 974 1 279   | 3 612 1 003   | 3 390 970     | 3 043 909     | 2 565 2 784   | 2 085         | 2 068  | 2 138  | 2 272  |
| 7. Vroutek     | 2 670 1 198  | 3 421 2 148   | 1 938 1 231   | 2 169 1 460   | 1 839 1 370   | 1 942         | 1 922         | 1 877  | 2 017  | 1 843  |
| 8. Lenešice    | 882          | 2 539         | 1 779         | 1 779         | 1 591         | 1 379 1 746   | 1 206         | 1 313  | 1 340  | 1 454  |
| 9. Dobroměřice | 305          | 1 230         | 1 020         | 1 003         | 957           | 1 133         | 1 269         | 1 292  | 1 386  | 1 394  |
| 10. Lubenec    | 3 051 932    | 2 766 1 164   | 1 598 856     | 1 731 1 281   | 1 628 1 265   | 1 609         | 1 508         | 1 555  | 1 505  | 1 373  |
| 11. Černčice   | 341          | 1 426         | 1 329         | 1 286         | 1 234 1 515   | 1 396         | 1 287         | 1 402  | 1 506  | 1 340  |
| 12. Cítoliby   | 900          | 1 305         | 1 084         | 1 060 1 228   | 982 1 148     | 994           | 918           | 955    | 998    | 1 091  |
| 13. Měcholupy  | 2 216 966    | 2 509 1 061   | 1 243 585     | 1 283 526     | 1 178 527     | 1 141 2 366   | 945           | 1 045  | 1 025  | 1 007  |
| 14. Blšany     | 3 021 1 020  | 3 434 980     | 1 410 401     | 1 559 569     | 1 488 553     | 1 207 1 563   | 969           | 926    | 977    | 983    |
| 15. Libčeves   | 2 120 519    | 2 022 595     | 1 255 499     | 1 112 614     | 1 011 667     | 976 1 199     | 912 1 099     | 858    | 921    | 972    |

### Vývoj počtu obyvatel okresu v letech
| Rok               | 1869   | 1930    | 1950   | 1961   | 1970   | 1980   | 1991   | 2001   | 2010   | 2018   |
| ----------------- | ------ | ------- | ------ | ------ | ------ | ------ | ------ | ------ | ------ | ------ |
| Počet obyvatel    | 90 051 | 127 261 | 86 540 | 88 064 | 85 853 | 88 472 | 86 640 | 86 020 | 87 263 | 86 372 |
| Hustota zalidnění | 80,6   | 113,9   | 77,4   | 78,8   | 76,8   | 79,2   | 77,5   | 77,0   | 78,1   | 77,3   |

### Cizinci
Počet cizinců evidovaných na území okresu Louny se v období let 1996– 2008 zdvojnásobil. Stále však nedosahuje alarmující výše jako v některých jiných srovnatelně velkých okresech. Zatímco na okrese Louny pobývalo v roce 2008 asi 2 100 cizinců, ve stejném období se např. na území podobně lidnatého okr. Cheb zdržovalo 8 200 cizinců, na území Jablonecka pak 3 800. Počet legálně se zdržujících cizích státních příslušníků byl na Lounsku srovnatelný s Benešovskem nebo Klatovskem. Podstatně nižší počet cizinců byl však evidován na území téměř stejně velkého okr. Vyškov – 1 400 osob.
Z hlediska národnostního složení cizinců bylo asi 28 % Ukrajinců, 24 % Slováků a 16 % Vietnamců.

### Kriminalita
Kriminalita byla v roce 2008 v okrese Louny nejnižší z celého Ústeckého kraje. Zatímco v kraji připadá na 1 000 obyvatel téměř 40 trestných činů, v okrese Louny to bylo „pouze“ 28 trestných činů. Ze cca 2 400 zjištěných trestných činů se jich asi 300 řadilo mezi kriminalitu hospodářskou a 1 600 mezi obecnou. Ve srovnání se sousedními okresy z jiných krajů (Karlovy Vary, Plzeň – sever, Rakovník a Kladno) má Lounsko srovnatelnou úroveň kriminality s Rakovnickem. Podstatně nižší kriminalita je zaznamenána na území Severního Plzeňska, naopak o něco vyšší je zločinnost na Karlovarsku a Kladensku.

## Hospodářství
Hospodářská skladba Lounska je charakteristická nadprůměrným podílem pracovníků zaměstnaných v zemědělství, okres Louny lze tedy označit za zemědělský. To však zdaleka neznamená, že by počet pracovníků zaměstnaných v zemědělství převažoval. Podle údajů z roku 2001 byl z pětačtyřiceti tisíc ekonomicky aktivních obyvatel okresu zaměstnán nejvyšší podíl v průmyslu– 25 %. Deset procent pracovníků zaměstnávala sféra veřejných služeb zahrnující školství, zdravotnictví a ostatní služby sociálního rázu. Přibližně stejný podíl pracovníků (po osmi až devíti procentech) zaujímal obchod a opravárenské služby, stavebnictví, veřejná správa a zemědělství. 7 % ekonomicky aktivních pracovalo v oboru dopravy a komunikačních služeb (pošta, telekomunikace).

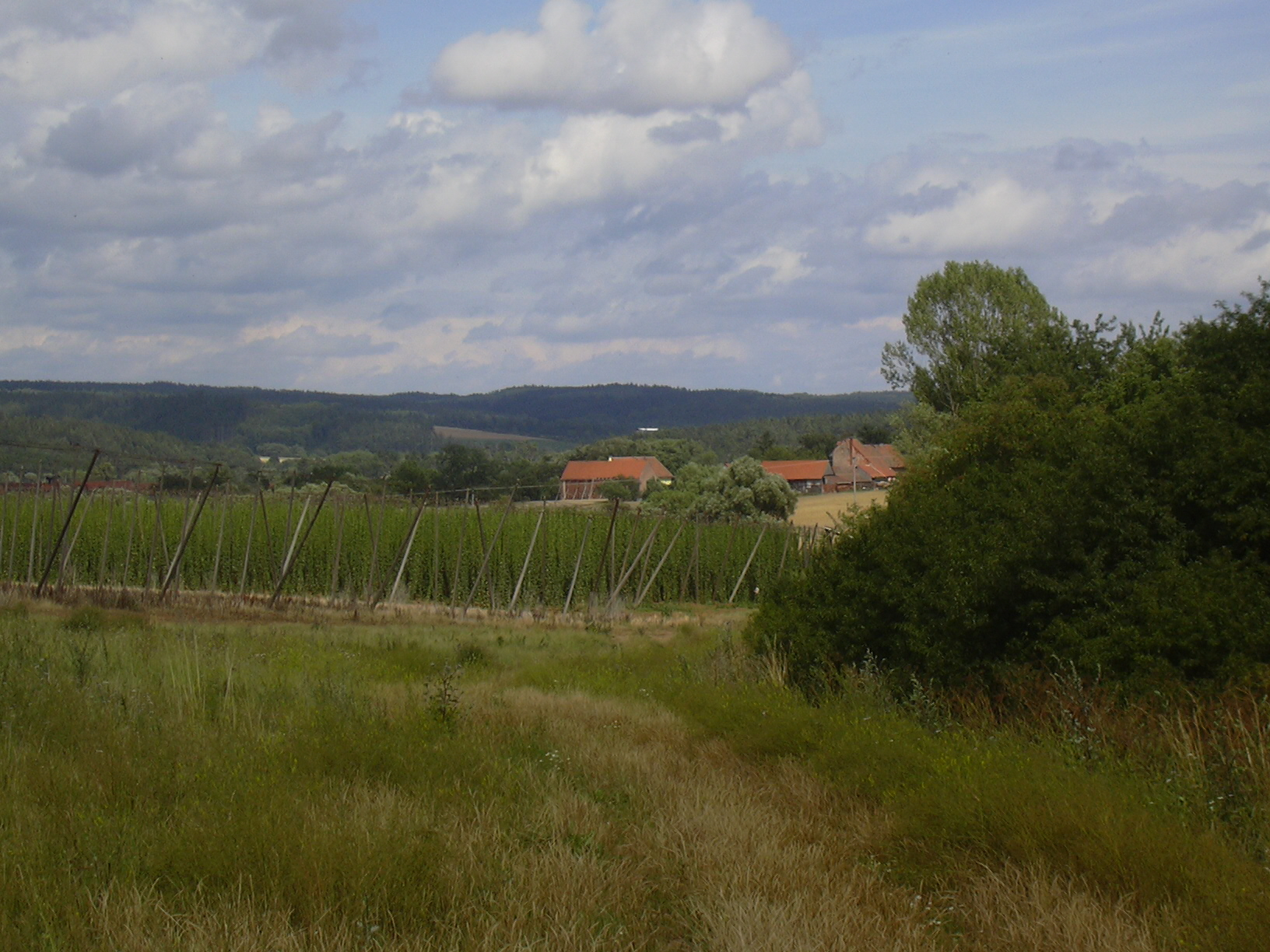
Zemědělství hraje na Lounsku i po všech změnách stále významnou roli. Okres je po celé republice známý pěstováním "zeleného zlata" - chmele, suroviny potřebné k výrobě našeho národního nápoje - piva. Žatecký chmel odebírá většina našich významných pivovarů, vč. Plzeňského prazdroje nebo Krušovic. Na snímku chmelnice u osady Malá Černoc, části obce Blšany.

Podle hospodářských sektorů připadalo na Lounsku 34 % pracujících na sekundární, 34 % pracovníků na terciární a 9 % na primární hospodářský sektor. Míra nezaměstnanosti činila v roce 2001 téměř 16 % ekonomicky aktivních obyvatel.

### Zemědělství
Podílem 84 % orné půdy (počítáno z výměry zemědělské půdy, ne z celkové výměry okresu) náleží Lounsku deváté místo v republice. Naopak zalesněním, které tvoří 55 % půdy nezemědělské, patří okres až na poslední místa v republice. Z těchto čísel vyplývá vysoký význam zemědělství. Půdy na okrese jsou převážně hlinité až jílovitohlinité, typově se jedná o kvalitní hnědozemě. Relativně příhodné podnební podmínky (alespoň co se teploty týče) umožňují pěstování i náročnějších zemědělských plodin. Okres Louny je však po celé republice známý díky pěstování chmele, pro které jsou vhodné zdejší červené půdy.
Chmelnice zabírají 6,1 % zemědělské půdy, což představuje jejich nejvyšší výměru v celé republice (na druhém místě je sousední okres Rakovník). Pěstování chmele se věnuje většina zemědělských podniků a družstev okresu. Chmel se pěstuje převážně jižně od toku řeky Ohře, především pod svahy pohoří Džbán. Střediskem jeho pěstování je město Žatec, kde také sídlí chmelařský institut, který se zabývá šlechtěním a výzkumem biologických vlastností této rostliny. Přes stále vysoký význam chmelařství je nutné uvést, že jeho celková produkce klesla za posledních dvacet let téměř o 40 %. Mimo chmele se na okrese pěstují samozřejmě také obiloviny (zejm. pšenice) a olejniny (hořčice, řepka, slunečnice). Na severovýchodě okresu v podhůří Českého středohoří je rozšířené ovocnářství (zejm. pěstování jablek).
Zemědělské podniky okresu vznikly většinou transformací z původních JZD a státních statků. Po revoluci však začalo nově podnikat nebo obnovilo svoji živnost velké množství soukromých zemědělců. Chmel i jiné zemědělské plodiny pěstují zemědělská družstva a společnosti v Tuchořicích (Hoppex), Blšanech(Zemědělská společnost Blšany), Hřivicích, Ročově (ZD PODLESÍ), Číňově, Dobroměřicích, i v jiných obcích okresu. Obchod s chmelem zajišťuje několik firem sídlících zejména v Žatci. Větší zemědělská družstva sídlí také v Peruci, Očihově a Orasicích. ZD Želkovice se specializuje na pěstování ovoce v sadech. Drtivá většina zemědělských podniků se nezabývá pouze rostlinnou, ale také živočišnou výrobou (chovem prasat a drůbeže).

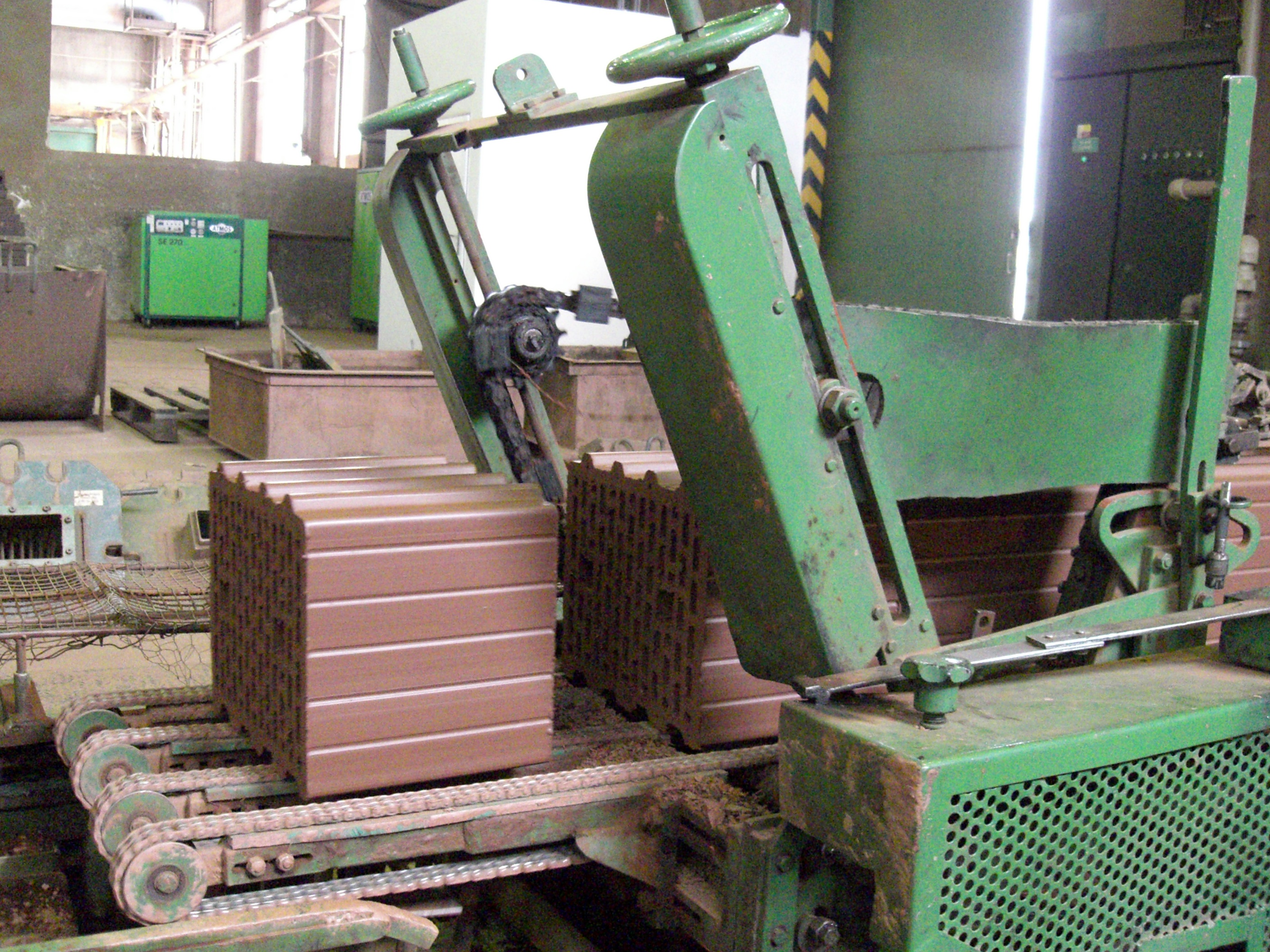
Na Podbořansku se těží nejen keramická hlína kaolín, ale také jíly potřebné k výrobě cihel. Jedna z cihelen sídlí například v Kryrech.

### Průmysl
Průmyslová výroba se koncentruje do tří největších měst okresu – Loun, Žatce a Podbořan. Nejvýznamnějším průmyslovým střediskem jsou Louny se strojírenským, potravinářským a keramickým průmyslem. Mezi největší lounské podniky patří tradiční Elektroporcelán, vyrábějící keramické izolátory pro energetické přenosové sítě a Praga, která se zabývá výrobou součástek do dopravních prostředků a obráběním kovů. Další strojírenské závody, zabývající se také výrobou součástek pro automobilový průmysl, vznikly v nové lounské průmyslové zóně – jsou to japonské firmy Ishimitsu a Nachi. Závod MTI navazuje na tradici výroby naftových motorů. Velký význam mají pro Louny také zdejší železniční opravny. Z potravinářských provozů jmenujme pivovar, založený roku 1861, jehož vlastníkem je v současné době koncern Drinks Union se sídlem v Ústí nad Labem.
Starobylým pivovarem, založeným již roku 1261, se může pochlubit také Žatec, který je jinak zejm. střediskem stavebnictví (betonárka, Inženýrské stavby). Po roce 2000 byla zahájena výstavba nové průmyslové zóny TRIANGLE na území bývalého vojenského letiště severně od města v katastru obce Velemyšleves při silnici č. 7. Největší závod sídlící v zóně (IPS Alpha Technology) se zabývá moderní výrobou LCD obrazovek. Výstavba žatecké průmyslové zóny výrazně dopomohla ke snížení nezaměstnanosti nejen na Žatecku, ale pozitivně ovlivnila také zaměstnanost sousedních okresů Most a Chomutov.
Na těžbu keramických jílů v okolí Podbořan navazuje výroba zdejší porcelánky. Nejvýznamnějším podbořanským závodem je firma CONTA, součást nadnárodního koncernu CANDY, která v novém výrobním areálu vyrábí od roku 2002 ledničky, v dnešní době již ne (výroba ukončena v roce 2015).
Značný význam v našem energetickém systému má tepelná elektrárna v Počeradech, jejíž areál se nachází těsně za hranicí okresu Louny, v okrese Most. (Samotná vesnice Počerady je však součástí obce Výškov, okr. Louny). Elektrárna o úhrnném výkonu 1 000 MW je v provozu od roku 1970 a také její „zásluhou“ bylo životní prostředí Lounska dlouhou dobu v dost mizerném stavu (vysoká koncentrace oxidů síry a dusíku v ovzduší). Po zřízení odsiřovacího zařízení v roce 1996 se množství emisí vypouštěných elektrárnou snížilo.

### Služby
Úroveň služeb se stejně jako ve všech ostatních oblastech republiky i na Lounsku po roce 1989 podstatně zlepšila. Došlo k rozšíření sítě obchodů a drobných živností, poněkud se zvýšila i ubytovací kapacita, došlo i ke zkvalitnění služeb.

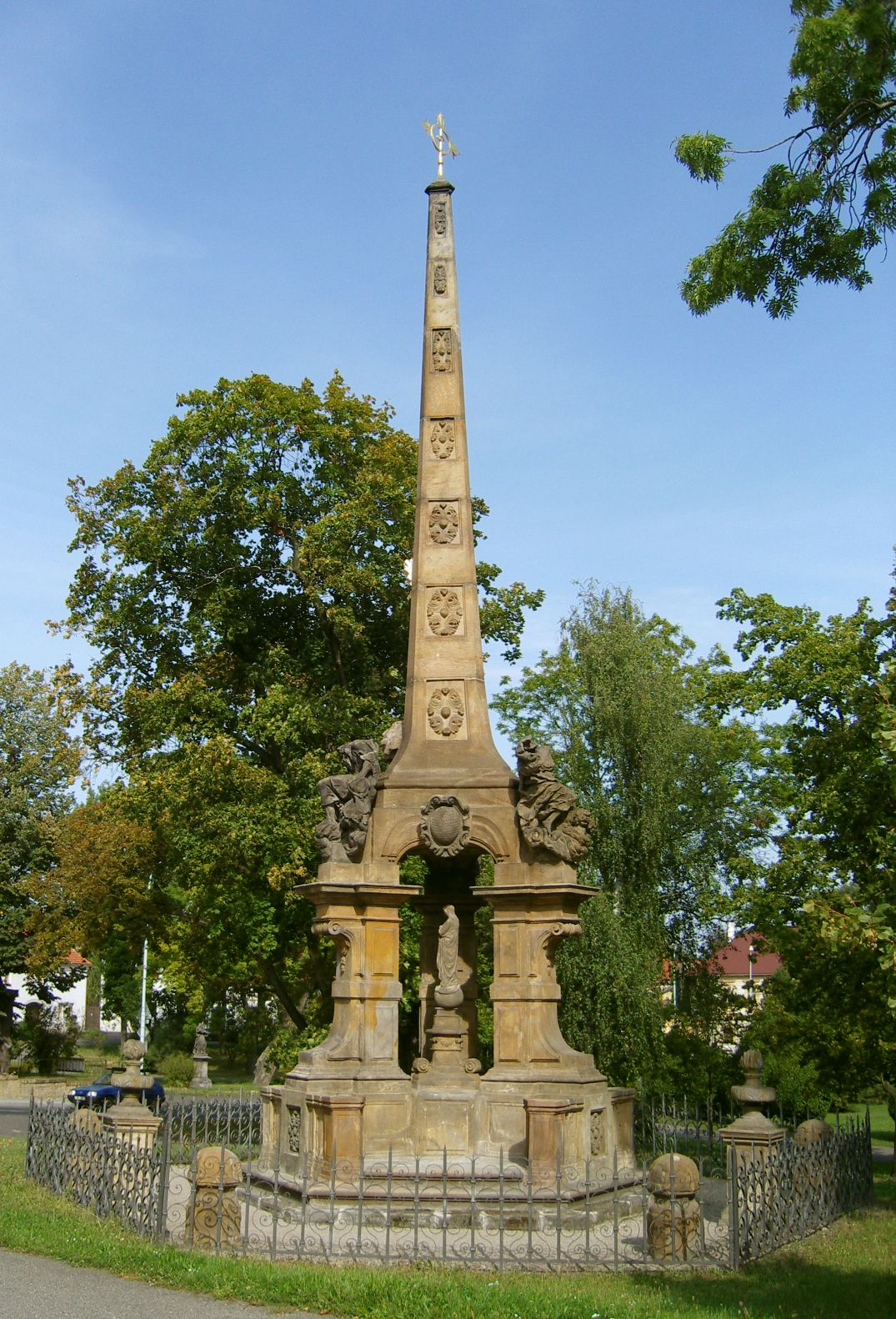
Klenotnicí barokní architektury by se daly nazvat Cítoliby – městečko jižně od Loun, které bylo dokonce v letech 1981–1990 jejich součástí. V obci najdeme barokní zámek, kostel se sochami Matyáše Bernarda Brauna a sloup Nejsvětější Trojice.

V okrese je v provozu na 41 poštovních úřadoven, nacházejících se ve všech městech, městečkách a obcích „střediskového charakteru“. Jen v Lounech jsou pošty čtyři, v Žatci dvě. Na bezpečnost v okrese dohlíží Územní odbor Policie ČR Louny, pod který spadá devět obvodních oddělení rovnoměrně rozmístěných po celém území okresu. Obchodní síť je logicky nejhustější v Žatci a v Lounech. V obou těchto městech byly v nedávné minulosti zřízeny pobočky několika obchodních řetězců Billa (Žatec, Louny), Kaufland (Žatec, Louny), Lidl (Žatec, Louny), Albert (Louny), Norma (Žatec) a Penny Market (Žatec, Louny). Tradiční síť prodejen Spotřebního družstva Jednota má pro lounský okres sídlo v Podbořanech. Na území okresu zřizuje 15 provozoven (v roce 2010).
Ubytovací kapacity okresu jsou soustředěny zejména do Žatce a Loun. V Lounech najdeme největší hotel okresu „Oharka“ s 216 lůžky. V Žatci i v Lounech je možné se v centru města ubytovat v hotelích až čtyřhvězdičkové kategorie.

### Statistické údaje o hospodářství okresu
Průměrná hrubá měsíční mzda pracovníků činila na Lounsku v roce 2008 asi 18 tisíc korun, což bylo pod krajským i republikovým průměrem. Pro srovnání, průměrná hrubá mzda v Ústeckém kraji byla v tom roce 21 tisíc, v sousedním Plzeňském kraji 22 tisíc a ve Středočeském 23 tisíc korun. Republiková průměrná mzda se pak pohybovala okolo 24 tisíc korun (zejména vlivem vysokých průměrných mezd v Praze).
Lounsko mělo dlouhá léta značné problémy s nezaměstnaností. V posledních několika letech došlo k částečnému zlepšení, zejména pod vlivem přílivu zahraničních investic do okresu a výstavby nových průmyslových komplexů. A tak zatímco v roce 2001 byla na Lounsku sedmnáctiprocentní nezaměstnanost, na počátku roku 2010 činila nezaměstnanost i přes veškeré celosvětové hospodářské problémy 12,4 % (před hospodářskou krizí se pohybovala dokonce jen kolem osmi procent).
Z územního hlediska je nejhorší situace ohledně nezaměstnanosti dlouhodobě v severních obcích okresu na hranici s Mosteckem. V lednu 2010 měla nejvyšší nezaměstnanost obec Velemyšleves - 38 %. Více než třicetiprocentní nezaměstnanost měly také blízké obce Bitozeves a Blažim. Z hlediska správních obvodů obcí s rozšířenou působností byla nezaměstnanost na Žatecku a Podbořansku přibližně na stejné úrovni 14,5 %, na Lounsku byla poněkud nižší – 13 %. Nejnižší nezaměstnanost v okrese mají obce v blízkém sousedství Loun – Chlumčany, Blšany u Loun a Černčice a Ročov, které využívají své výhodné polohy na rozhraní tří okresů. V těchto obcích byla nezaměstnanost menší než deset procent.

## Školství a zdravotnictví
Síť škol je tvořena školami mateřskými, základními a středními. Mateřské a základní školy jsou ve všech obcích „střediskového charakteru“ v okrese (většinou nad 500 obyvatel), některé ze ZŠ však mají pouze „malotřídní“ charakter pouze s prvním stupněm ZŠ. Základních škol bylo na okrese v roce 2005 jednačtyřicet, jejich síť je doplněna třemi zvláštními školami (dnes z důvodu politické korektnosti tzv. „ZŠ praktickými“) v Lounech, Žatci a Podbořanech.

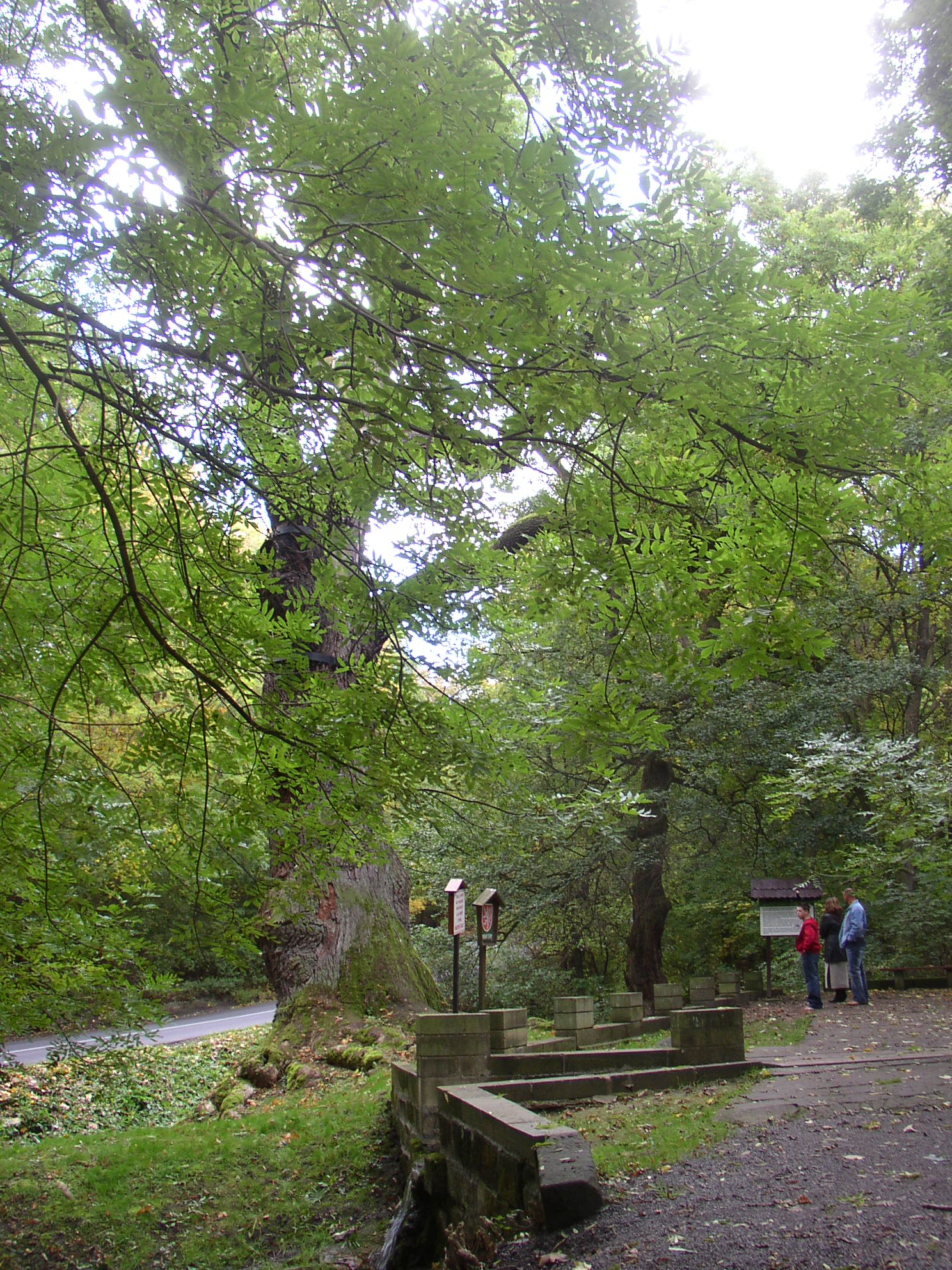
K tomuto tisíciletému stromu v zámeckém parku v Peruci se váže jedna z notoricky známých Starých pověstí českých o knížeti Oldřichovi a prosté selce Boženě. U tohoto Oldřichova dubu se měl podle pověsti český kníže Oldřich s Boženou setkat a následovně si ji odvézt do Prahy, kde ji pojal za svou ženu.

Střední školství je v okrese zastoupeno širokým spektrem škol státních i soukromých se sídly ve třech největších městech okresu. Lounské a žatecké gymnázium umožňují studovat osmileté i čtyřleté obory, podbořanské gymnázium je pouze osmileté. Obchodní akademie je možné studovat v Lounech a Žatci, ve třech největších městech okresu jsou v provozu střední odborné školy a učiliště různých zaměření.
Úroveň zdravotní péče na okrese Louny se bohužel v poslední době velmi zhoršila. Největší „ranou“ bylo uzavření lůžkových oddělení lounské nemocnice v únoru roku 2010 v důsledku nedostatku lékařů. V rozsáhlém a moderním objektu (vybudovaném v roce 1986) tak zůstaly pouze ambulance a LDN a zařízení slouží už spíše pouze jak poliklinika. Nemocnice v Podbořanech, provozovaná soukromou firmou již také delší slouží pouze jako LDN a rehabilitace, a tak jediným „plnohodnotným“ zařízením nemocničního charakteru v okrese zůstala nemocnice v Žatci. Lidé z Loun a blízkého okolí tak musí za účelem delší hospitalizace využít buďto služeb žatecké nemocnice, nebo využít nemocnici v Mostě nebo ve Slaném, které jsou však obě v jiných okresech.
Zdravotní střediska a ambulantní lékařské praxe fungují ve větších obcích okresu. Statisticky připadá na jednoho lékaře lounského okresu 334 obyvatel, což je číslo relativně vysoké. Pro srovnání, v sousedním okrese Most to bylo 295, v okrese Kladno 283 osob.

## Doprava
Okresem Louny procházejí dva celorepublikově významné dopravní tahy, které mají podobný směr jak v silniční, tak i v železniční dopravě. Prvním z nich je dopravní tah Praha – Chomutov reprezentovaný silnicí I/7 a železniční tratí 124. Druhá významná dopravní trasa směřuje z Plzně přes Žatec do Mostu a je jednou ze dvou nejvýznamnějších spojnic západních a severních Čech. Tato trasa je v silniční dopravě tvořena silnicí I/27 z Plzně přes Jesenici na Rakovnicku a Žatec do Mostu, v železniční dopravě potom tratí č. 160 z Plzně přes Podbořany do Žatce (s návaznou tratí č. 123 do Postoloprt a Mostu).

### Silniční doprava
Úhrnná délka silniční sítě Lounska je 928 km. Z toho 11 % tvoří silnice I. třídy a 22 % silnice II. třídy. Na území okresu vede dálnice D7, která je místy vybudována pouze v polovičním profilu jako I/7. Její nově vybudované úseky operativně nahrazují starou nevyhovující „státní“ silnici Praha – Chomutov. Na přelomu 20. a 21. století (cca 1999 – 2001) byly na této silnici vybudovány obchvaty Loun a Postoloprt, které odvedly tranzitní dopravu z center těchto měst. V prostoru nové průmyslové zóny Triangle u Velemyšlevse severně od Žatce se nachází rušná křižovatka silnic I/7 a I/27.

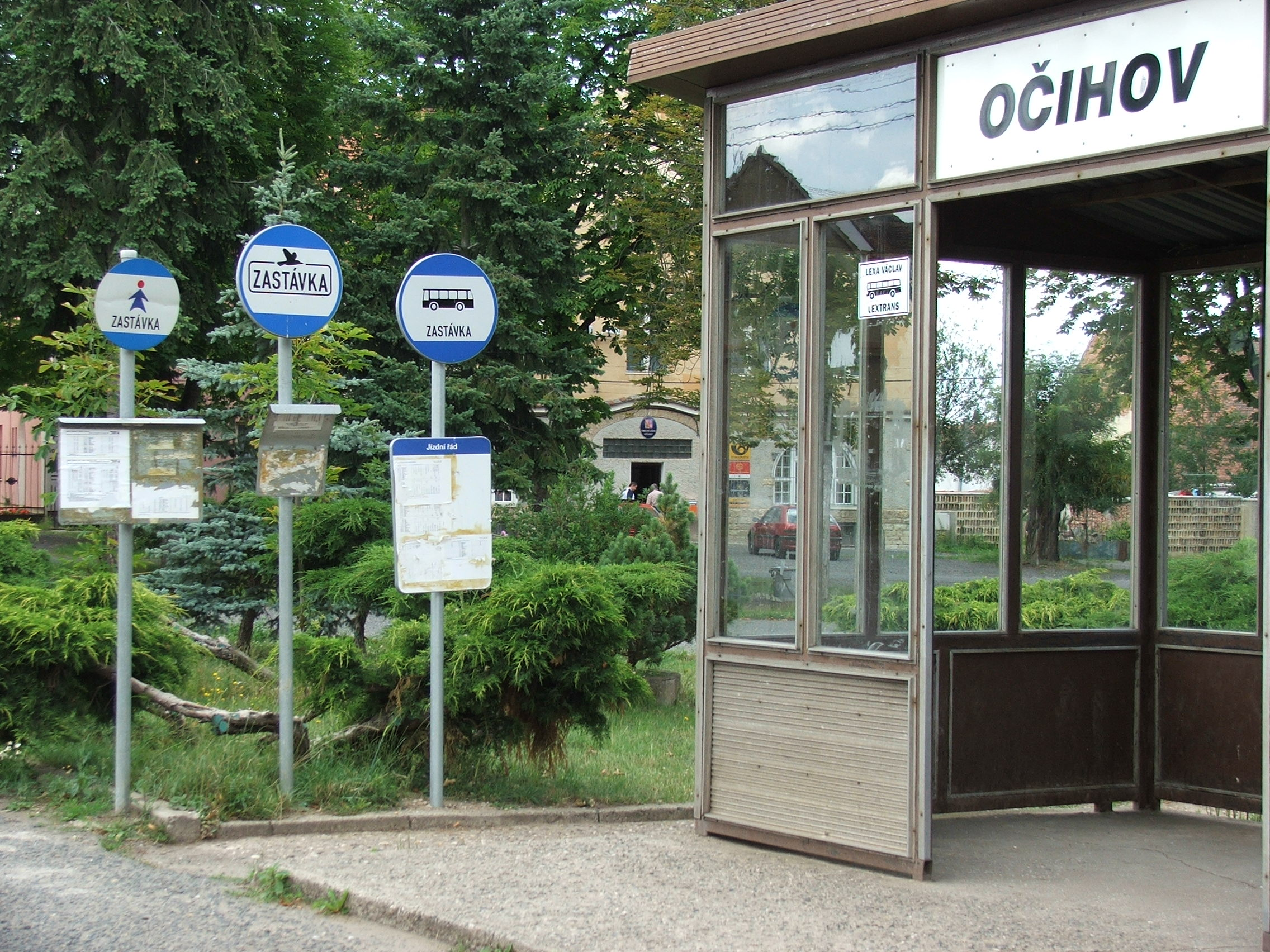
Tato fotografie z Očihova u Podbořan dokumentuje stav autobusové dopravy nejen na Lounsku, ale také v celém Ústeckém kraji. Po pádu téměř monopolního dopravce Dopravního podniku Ústeckého kraje nastal na trhu autobusových linek tvrdý konkurenční boj, který zapříčinil mimo jiné také naprostou ztrátu přehlednosti o provozu autobusových linek na zastávkách. V Očihově mají hned 4 zastávkové označníky. Spolupráce autobusových dopravců evidentně takřka neexistuje a zákazník má ztíženou orientaci.

Druhá jmenovaná dopravní cesta vstupuje na území okresu severně od Jesenice v prostoru křižovatky se silnicí č. I/6 (Praha – Karlovy Vary). Prochází Blšany a Žatcem a za velemyšlevskou křižovatkou směřuje na sever do Mostu.
Výše zmíněná silnice I/6 prochází lounským okresem také, avšak pouze jeho jihozápadní okrajovou částí a pro dopravní obsluhu regionu nemá větší význam. Z větších obcí okresu tečuje severní okraj Petrohradu (Černčice) a vede prostředkem obce Lubenec. Z Loun vychází severním směrem silnice I/28, která funguje pouze jako spojka silnic Praha – Chomutov a Lovosice – Most.
Na území okresu zasahuje i silnice I/15.
Ze silnic druhé třídy, které spojují jednotlivé oblasti na krajské úrovni, mají vyšší význam silnice II/224 (Kadaň – Podbořany – Očihov), II/225 (Kadaň – Žatec – Louny přes Drahomyšl), II/226 (Žlutice – Podbořany – Pšov - I/27 přes Lubenec), II/229 (Rakovník – Louny přes Ročov) a II/246 (Roudnice n. L. – Louny přes Libochovice).
Okresem prochází tyto silnice II. třídy: II/194, II/221, II/224, II/225, II/226, II/227, II/229, II/237, II/239, II/246, II/249, II/250, II/255, II/257 a II/607.
Silnice III. třídy (tzv. „okresní silnice“) měří více než 600 km. Na správě a údržbě silnic se nejvíce podílí okresní středisko údržby se sídlem v Žatci.

### Železniční doprava
Síť železničních tratí v okrese Louny je hustá a poněkud nepřehledná. Tvoří ji 3 rychlíkové a 4 lokální tratě. Z technického hlediska je trať Most – Postoloprty (část tratě 123) dvoukolejná a elektrifikovaná a trať Postoloprty – Žatec – Březno u Chomutova, vč. žateckého železničního uzlu jednokolejná a elektrifikovaná. Zbývající tratě na území okresu jsou jednokolejné s nezávislou trakcí.
Z hlediska vnitrostátní rychlíkové přepravy projíždí územím lounského okresu pouze několik párů rychlíků na trase Plzeň – Podbořany – Žatec – Chomutov – Most. Provoz rychlíků na trati Praha – Kladno – Žatec – Chomutov je od „přeložení“ traťového úseku 120 z trasy Praha – Chomutov pouze na trasu Praha – Rakovník minulostí. Dnes jsou na trati v provozu pouze spěšné vlaky z Lužné u Rakovníka do Žatce. Tento druh vlaků je v provozu také o víkendech na trati z Prahy přes Kralupy nad Vltavou do Loun.
Osobní vlaková doprava nezažívá díky svérázné dopravní politice Ústeckého kraje své právě nejlepší časy. Vždyť od roku 2006 byla zcela zastavena osobní doprava na tratích Lovosice – Most (přes Libčeves) a Kaštice – Kadaň. Na hlavní trati 160 Plzeň – Žatec v úseku Žatec – Podbořany byly zrušeny veškeré osobní vlaky a v úseku jsou tak v současné době vedeny pouze rychlíky (osobní vlaky od Plzně končí v Podbořanech). Provoz osobních vlaků na trati Lužná – Žatec byl také dost seškrtán. V rámci zavádění integrovaného dopravního systému v Ústeckém kraji byly některé úseky železnic pro krajské potřeby neoficiálně přečíslovány: úsek Most – Louny – Domoušice (trať dále pokračuje do Rakovníka) na U12, úsek Most – Postoloprty – Žatec západ na U13, úsek Deštnice (trať vede z Lužné u Rakovníka) – Žatec – Chomutov na U14, úsek Telce (trať vede z Kralup n. Vlt.) – Louny na U40 a celá trať Česká Lípa – Litoměřice – Lovosice – Libochovice – Louny – Postoloprty na U11. Traťové úseky, s jejichž dalším provozem se zřejmě nepočítá (Podbořany – Žatec a Kaštice – Kadaň) a úseky bez vyššího významu pro Ústecký kraj (Rakovník – Blatno – Lubenec – Bečov nad Teplou a Plzeň – Blatno – Kryry – Podbořany) své „krajské“ označení neobdržely.

### Autobusová doprava
Až do roku 2006 měla autobusová doprava na lounském okrese podobný charakter jako ve většině oblastí ČR. Všechny místní autobusové linky zajišťoval podnik ČSAD Ústí nad Labem, později přejmenovaný na Dopravní podnik Ústeckého kraje. V srpnu roku 2006 však došlo k tzv. „autobusové krizi“ , kdy DPÚK v reakci na spory s krajem ohledně dotací nevyslal na své linky autobusy a kraj následovně ukončil s podnikem spolupráci a snažil se v co možná nejrychlejším termínu sehnat dopravce pro krajské autobusové linky. Po několika problémových měsících se podařilo najít pro většinu linek původně provozovaných DPÚK nové dopravce, často však i z naprosto odlišných koutů republiky (např. ZDAR ze Žďáru nad Sázavou). „Převrat“ v autobusové dopravě sice znamenal úsporu kraje a zrušení monopolu DPÚK, na druhou stranu ale přinesl snížení kvality služeb, snížení přehlednosti a spojitosti sítě autobusových linek a celkově špatnou image pro dopravní politiku kraje.

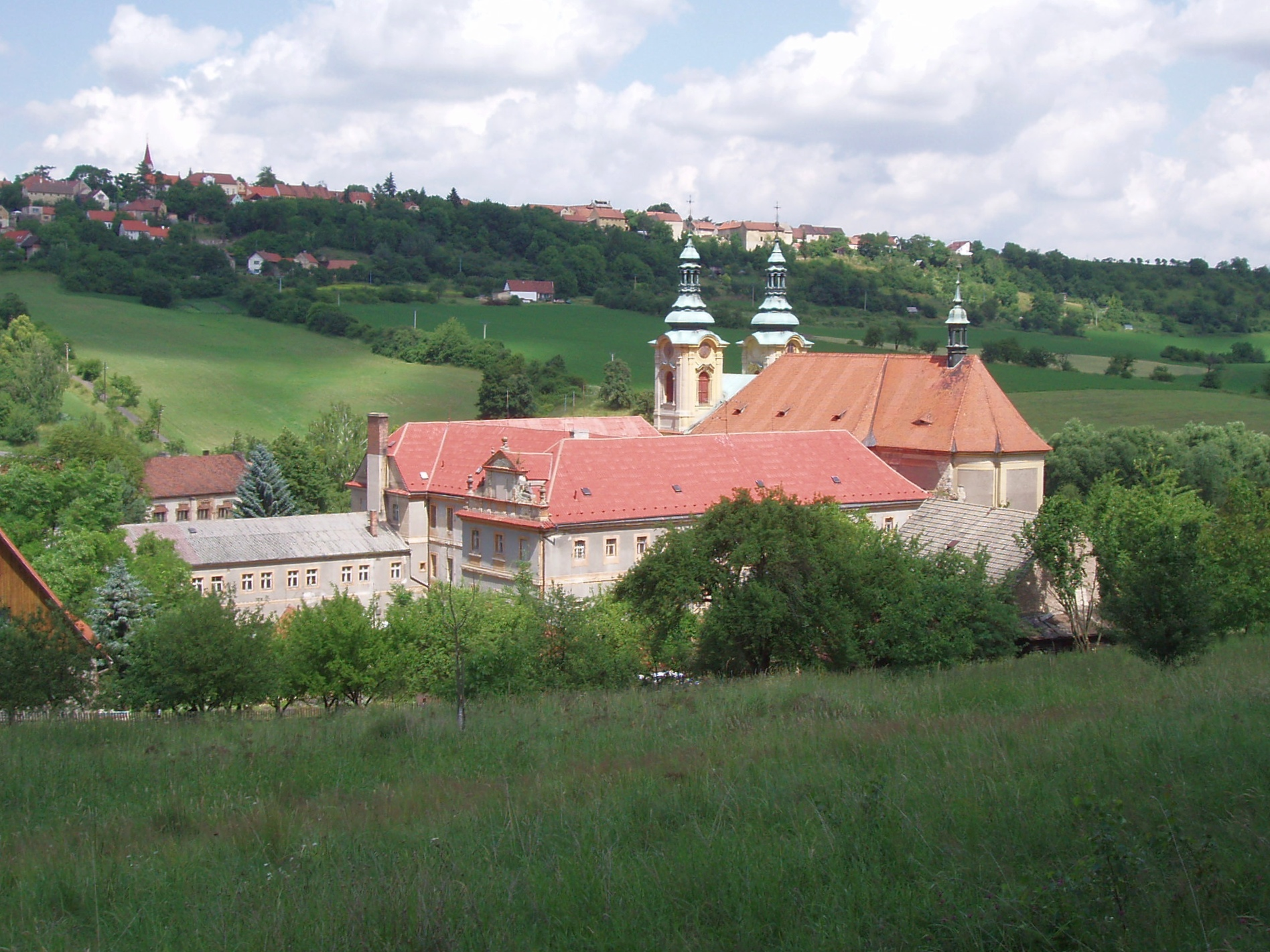
Obec Ročov na pomezí Lounska a Rakovnicka je příjemným východištěm tras do oblasti Džbánu. Dominantou malebně poženého městečka je augustiniánský klášter barokně přestavěný na počátku 18. století architektem Janem Blažejem Santinim. Klášter byl dlouhá léta významným mariánským poutním místem.

Ve výčtu dopravců provozující autobusové spoje na Lounsku jsou, co se týče frekvence a významu, na předních místech Dopravní podnik Most (zajišťující obslužnost v okolí Loun – Peruc, Třebívlice, Koštice, Lenešice, Výškov); BUSMAT (provozující spoje v oblasti Žatce, Loun, Postoloprt a Domoušic) a Autobusová doprava Podbořany, která zajišťuje jako jediná dopravní obslužnost na Podbořansku a v oblastech jižně od Žatce. Mezi další dopravce patří KAVKA z Mostu, který provozuje linku Litvínov – Most – Louny – Praha; Dopravní podnik Chomutov, provozující autobusy na linkách vyjíždějících z Žatce a ČSAD Semily, který konkuruje společnosti BUSMAT na linkách do Domoušic, Ročova a Třeboce (posílá své autobusy ve stejné časy jako BUSMAT). Bývalý téměř monopolní dopravce DPÚK provozuje kromě prakticky již téměř neexistujících autobusových linek několik skutečných spojů z Prahy do Loun a z Prahy do Litvínova, linku z Žatce do Ústí nad Labem a linky městské hromadné dopravy v Lounech.

## Historie

### Historický vývoj okresu Louny

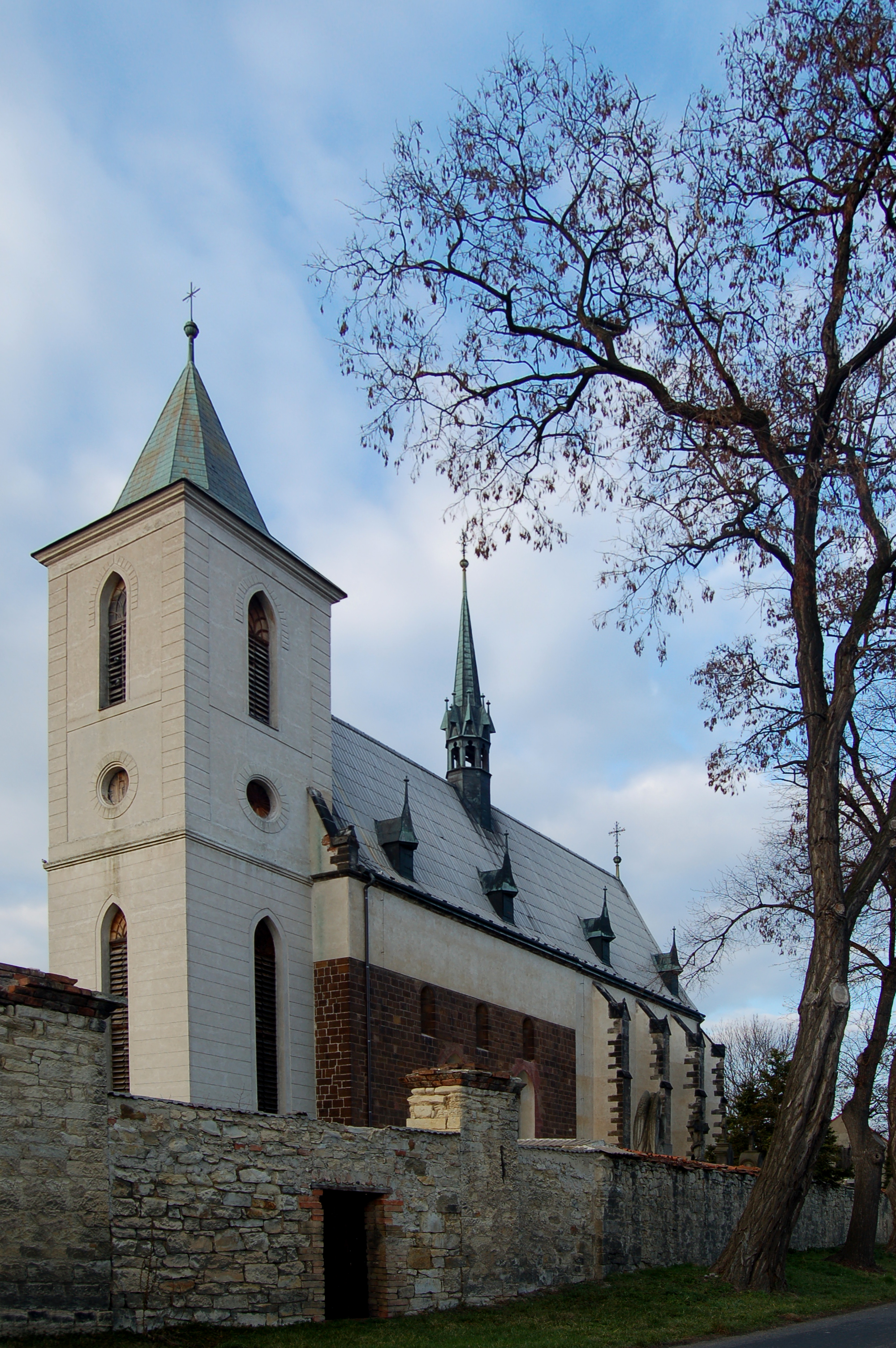
Mezi nejstarší obce okresu Louny patří Slavětín nad Ohří, jehož nejvýznamnější památkou je tento původně románský kostel Sv. Jakuba Většího. Slavětín je známý také jako rodiště významného českého básníka, představitele symbolismu a surrealismu Konstantina Biebla.

Archeologické nálezy v oblasti dolního Poohří svědčí o osídlení již ve starší době kamenné. Příznivé přírodní podmínky oblasti způsobily, že právě oblast Lounska se stala starobylým jádrem českého státu. Právě v těchto končinách se již v 6. století usídlil slovanský kmen Lučanů. Jejich hradiště se nacházelo například i v prostoru dnešního Žatce, kde se nacházelo hlavní středisko kmene. Podle Starých pověstí českých, vycházejících částečně z Kosmovy kroniky, obýval kmen Lučanů území podél dolního toku Ohře, z čehož vyplývá, že sousedil na východě s kmenem Litoměřiců, na jihu s kmeny Čechů a na západě se Sedličany. Podle Starých pověstí českých zaniklo lucké knížectví po bájné bitvě u Turska, kdy měla přemyslovská vojska pod vedením knížete Neklana porazit lucká vojska vedená knížetem Vlastislavem. Po pádu údajného knížectví vznikla na území Lucka Žatecká župa knížectví přemyslovského.
Z počátku 2. tisíciletí, konkrétně z roku 1004 pochází první písemná zmínka o Žatci v souvislosti s obsazením města Poláky a jejich následovným vytlačením. V tomto století jsou poprvé zmiňovány také Louny (1070), ale například také Lubenec (1056). Okolo roku 1121 vznikl u Postoloprt rozsáhlý benediktinský klášter nazývaný „Apolostolum Porta“, z roku 1256 byla založena jedna z nejstarších škol v českých zemích – v Žatci. Za vlády krále Přemysla Otakara II. začala tzv. „vnitřní kolonizace“, kdy byly řídce obydlené oblasti českého království kolonizovány Němci. To se dotklo především Žatecka a Podbořanska. V té době se stávají Louny i Žatec královskými městy a získávají mnohá privilegia. Žatec patří v té době mezi nejvýznamnější města českých zemí. Významnou roli hrál region za doby husitské revoluce, kdy se města Žatec a Louny, ještě společně se Slaným stala středisky tzv. severočeského městského svazu, jenž stál pevně na straně husitů. 10. května 1420 vydrancovala spojená vojska Žateckých, Lounských a Slánských klášter v Postoloprtech. Husitské hnutí znamenalo posílení českého živlu v celém kraji. „Národnostní“ hranice se posunula západním směrem, počet Čechů převážil počet Němců v Žatci a okolí. Koncem 15. století se na Lounsku (zejm. v oblasti Vroutku a Kryr) rozšířila morová epidemie. Jednou z památek na toto období jsou tzv. „morové kameny“ nacházející se mezi Vroutkem a Kryry, ke kterým nosili vroutečtí obyvatelům Kryr, kde epidemie vypukla, jídlo. Na počátku 16. století začal velký stavební rozkvět Loun, kdy byl uplatněn sloh pozdní gotiky. Výstavbu paradoxně urychlil i požár města v roce 1517.
Od poloviny 16. století význam měst i celého regionu upadal, a to také v souvislosti s povstáním obyvatel proti vládě císaře Ferdinanda I. V roce 1575 byly na město povýšeny Podbořany (do té doby byly pouze poddanským městečkem). Třicetiletá válka přinesla celému regionu obrovské škody. Lounskem prošlo několik armád, mnoho vesnic i města byla zpustošena. Válka měla za následek také značný úbytek obyvatelstva, který byl kompenzován opět německým dosídlováním. A tak v oblasti Žatce a Podbořan opět převládla německá národnost. Po roce 1680 vypukly na mnoha místech českého království selské bouře. Povstání sedláků vypuklo také na Podbořansku v roce 1682. Bylo však krvavě potlačeno.
V 18. století bylo postaveno na území okresu velké množství dnes cenných barokních památek – např. zámky v Petrohradě, v Krásném Dvoře, klášter v Ročově, aj. Za průmyslové revoluce v 19. století v oblasti dochází k rozvoji keramické výroby a dopravy. Na významných zemských stezkách vznikají přepřahací stanice, rozvíjí se pošta, ve druhé polovině století pak i železnice. V únoru 1871 se začalo jezdit z Prahy přes Lužnou a Žatec do Chomutova, v září 1872 byla dokončena trať ze Žatce do Mostu, v lednu 1873 byla zahájena železniční doprava z Loun do Zlonic, a konečně v srpnu téhož roku se rozjely poprvé vlaky z Plzně do Žatce.

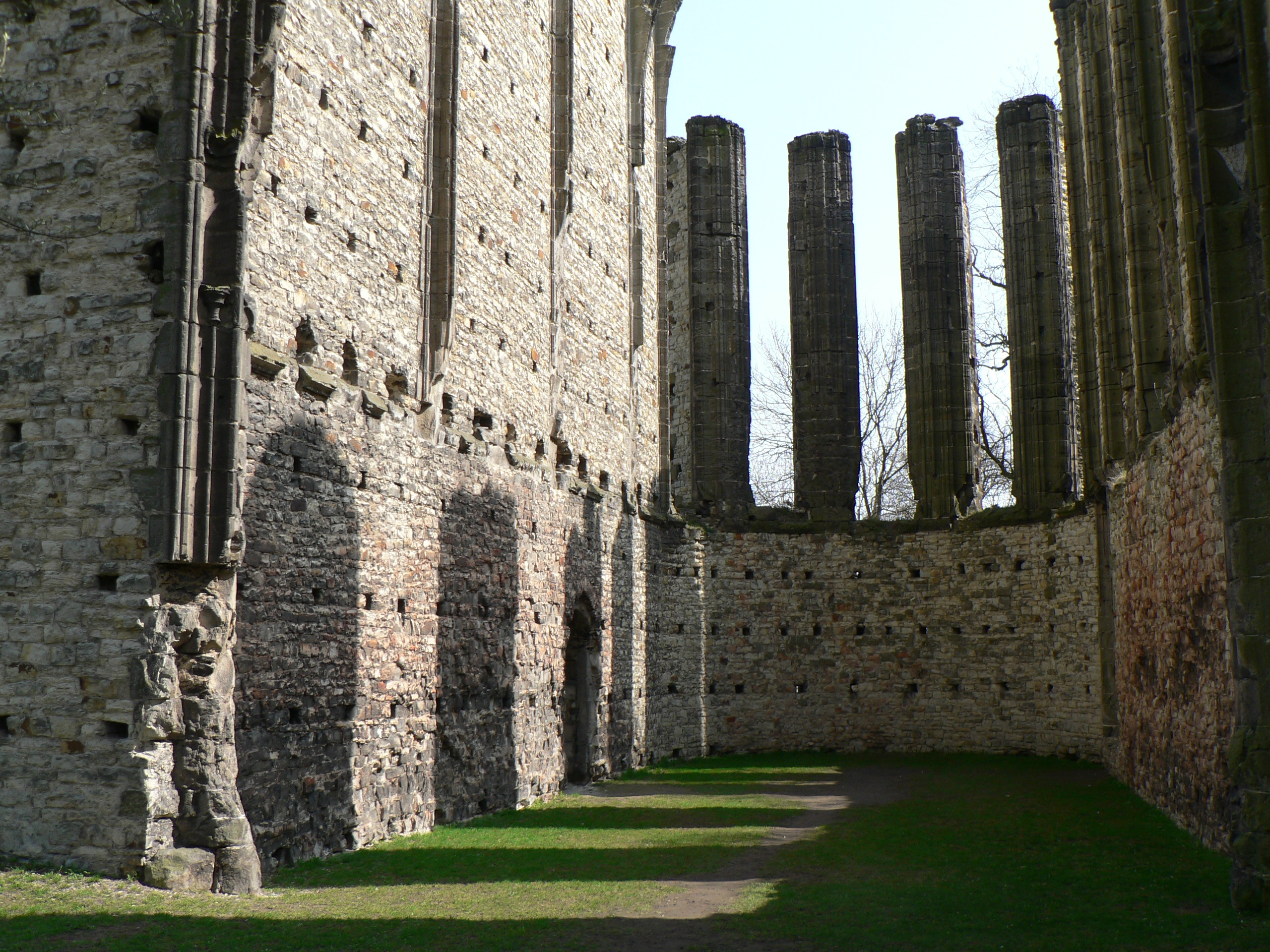
Na Lounsku a Žatecku propukla husitská revoluce naplno a ve vší síle, a tak není divu, že jí padlo za oběť několik cenných církevních staveb. Mezi největší z nich patřil postoloprtský klášter a také klášter pannen klarisek v Panenském Týnci. Na snímku zdejší nedostavěné torzo gotického klášterního kostela.

V první polovině 20. století se vlivem vzrůstající průmyslové výroby zvýšil počet obyvatel okresu na historické maximum – až na cca 127 tisíc v roce 1930. V té době však také vrcholí národnostní problémy v oblasti. Zatímco oblast kolem Loun s obcemi Cítoliby, Peruc, Lenešice nebo Panenský Týnec je tradičně česká a Češi tam tvoří naprostou převahu, obce v okolí Žatce a Podbořan (Nové Sedlo, Měcholupy, Nepomyšl, Kryry, Lubenec) jsou až z 80 % obydleny osobami německé národnosti. Přechodnou „zónou“ téměř předurčenou k dalším problémům bylo okolí Postoloprt, kde sice byla převaha Němců, ale zdaleka ne tak zřejmá jako v okolí Žatce. Po Mnichovské dohodě v září 1938 bylo Lounsko rozděleno hranicí – německé oblasti, vč. Postoloprt připadly do „Reichu“, zatímco Louny a okolí zůstaly součástí okleštěného Československa, po roce 1939 se staly součástí Protektorátu. České obyvatelstvo, žijící na území odstoupeném Německé říši, bylo vysídleno.
Za druhé světové války byl v bažantnici v Postoloprtech zřízen koncentrační tábor, od roku 1943 využívaný pro židovské míšence z celého území Protektorátu. Právě toto místo se po osvobození v roce 1945 stalo dějištěm jednoho z největších masakrů Sudetských Němců, kteří sem byli před odsunem internováni. Tzv. postoloprtský masakr měli na svědomí členové tehdejších revolučních gard v čele s hodnostáři Československé armády. V bažantnici bylo postříleno nejméně 800 Němců, v další „vlně“ divokého odsunu bylo zavražděno i několik dětí. Také územím Lounska prošlo několik nacistických „pochodů smrti“, 60 obětí jednoho z nich je pochováno na hřbitově v Lubenci.

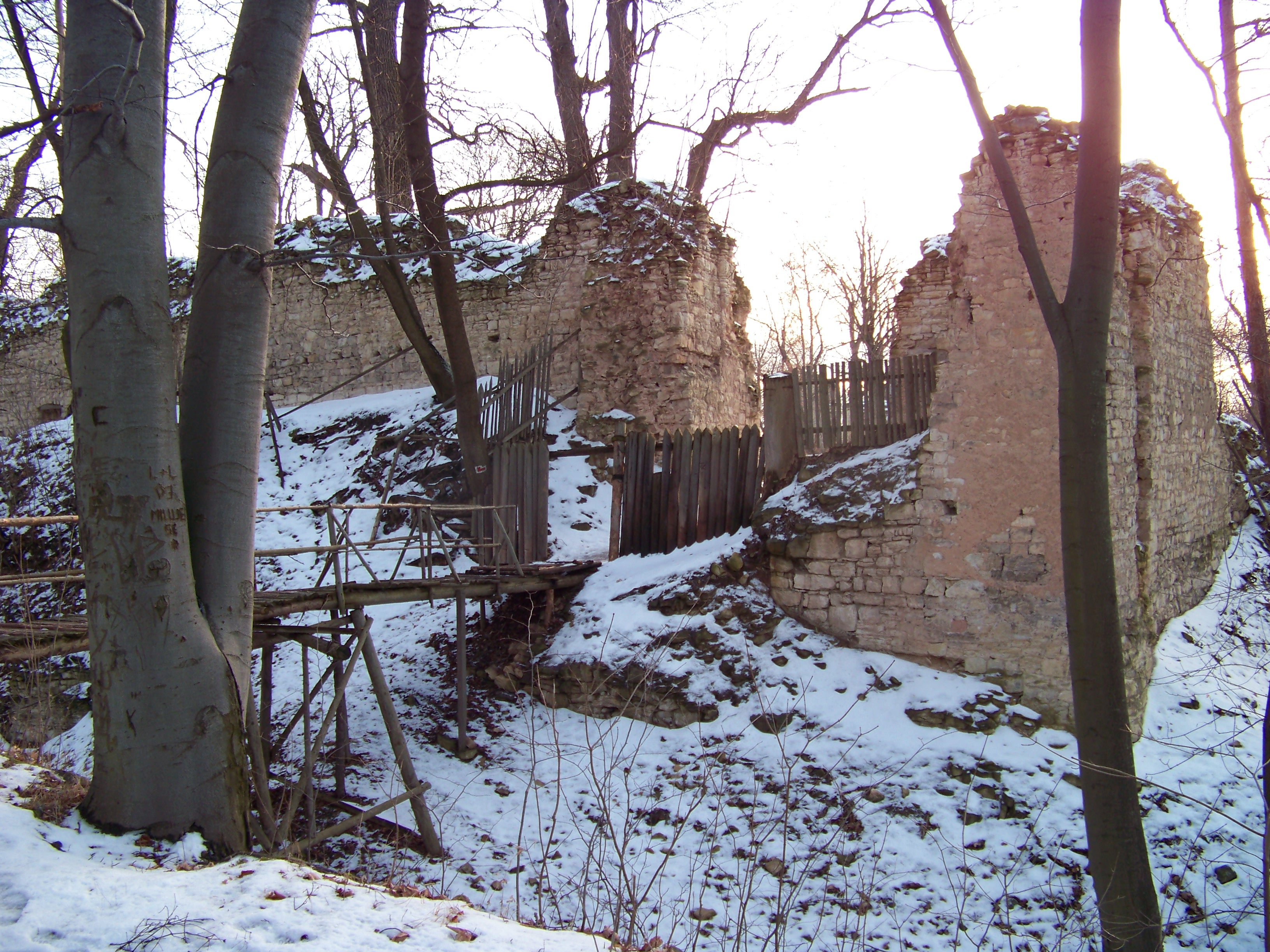
V období národního obrození v 19. století se stal hrad Pravda v lesích nedaleko od Domoušic cílem táborů českého lidu.

Po roce 1945 bylo nutné vybydlené oblasti Žatecka a Podbořanska dosídlit. V rámci Československa se do těchto oblastí přestěhovalo největší množství Volyňských Čechů, nicméně stěhovali se sem i Češi z vnitrozemí (vč. občanů odsunutých v roce 1938), Slováci nebo Ukrajinci. Již po únorovém převratu z roku 1948 byla provedena reforma územní správy, jejíž součástí bylo vytvoření okresů Louny, Žatec a Podbořany. Tento stav však vydržel pouze 11 let do roku 1960, kdy byl ustanoven okres Louny v dodnes známé podobě. V období tzv. socialistické výstavby došlo ke značnému rozvoji průmyslu, zejm. v Lounech a okolí. Na venkově vznikala v průběhu 50. let násilnou kolektivizací JZD, která byla později slučována do větších, ekonomicky výhodnějších celků. Okres Louny vstoupil v období vlády jedné strany do širokého povědomí zejména díky známým povinným chmelovým brigádám, kdy celé třídy středních škol z celé republiky vyjížděly pomáhat do JZD se sklizní chmelu. Právě tematika chmelové brigády se objevuje i v prvním českém muzikálu Starci na chmelu z roku 1965. Ve všech městech okresu, zejm. v Lounech rostla velkokapacitní sídliště. V Lounech jim padlo za oběť původní, velmi hodnotné Žatecké předměstí, naopak historické jádro Žatce zůstalo díky svému „perifernímu“ postavení od demolic uchráněno. Od 70. let patřil okres Louny kvůli blízkosti Mostecké hnědouhelné pánve a všech jejích elektráren k oblastem s velmi znečištěným ovzduším. Do 80. let měl okres Louny družební oblast, kterou bylo ruské Suzdalsko. Tuto družbu v Lounech připomíná Suzdalské náměstí.
Po roce 1989 nastávají převratné změny – velké průmyslové závody jsou privatizovány a mnohé z nich končí. To vede ke strmému nárůstu nezaměstnanosti (v nejkrizovějším období až téměř k hranici 20 %). Omezena je také zemědělská výroba, vč. pěstování chmelu. Na druhou stranu se podstatně zlepšuje životní prostředí okresu, zvyšuje se úroveň poskytovaných služeb, zejména v oblasti obchodu. Historická centra měst i vesnice dostávají postupem času novou, přívětivější tvář. Po roce 2000 se také na Lounsku objevují zahraniční investoři, díky nimž vznikají nové průmyslové závody, a tak klesá nezaměstnanost. V rámci reformy veřejné správy zaniká postupně v roce 1990 Severočeský krajský národní výbor, v roce 2000 vzniká nový Ústecký kraj a konečně v roce 2002 je zrušen Okresní úřad v Lounech a nahrazen Městskými úřady obcí s rozšířenou působností Louny, Žatec a Podbořany. Lounský okres však i nadále zůstává územní jednotkou i obvodem mnohých jiných státních úřadů i institucí.

### Osobnosti lounského okresu

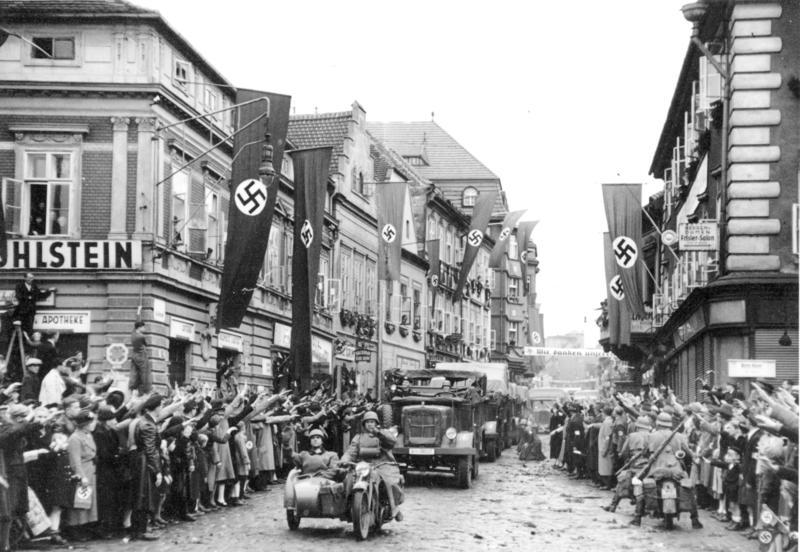
Tento cenný snímek z německých archivů z října 1938 jasně dokumentuje radostné vítání okupantské německé armády místními Sudetskými Němci v Žatci. Svým způsobem se jednalo o začátek konce tohoto etnika na českém území.

- Jan ze Žatce (1350–1414) – spisovatel a městský notář v Žatci. Narodil se v Šitboři u Poběžovic. Jeho nejznámějším dílem je filosofický spis Oráč z Čech.
- Benedikt Ried (1454–1536) – gotický architekt a stavitel pocházející z bavorského Landshutu. Je autorem Vladislavského sálu na Pražském hradě a jedné z nejvýznamnějších památek lounského okresu – Chrámu Sv. Mikuláše v Lounech. V okresním městě také zemřel.
- Václav Hájek z Libočan – český kronikář a spisovatel, významný představitel české renesanční literatury se narodil zřejmě někdy koncem 15. století v Libočanech u Žatce. Jeho nejvýznamnějším dílem je Kronika česká, která popisuje dějiny českého národa od příchodu na naše území do roku 1526. Přestože obsahuje mnohé neověřené či dokonce očividně fiktivní informace, jedná se o dílo velmi čtivé a slohově čisté.
- Maxmilián Hošťálek z Javořice (1564–1621) – žatecký primátor, účastník českého stavovského povstání. Za své výstupy proti budoucímu císaři Ferdinandovi II. byl popraven 21. června 1621 na Staroměstském náměstí spolu s dalšími 26 českými pány.
- Josef Mocker (1835–1899) – rodák z Cítolib vystudoval architekturu v Praze a ve Vídni. Je autorem mnohých neogotických staveb v Čechách. Jeho nejznámějšími díly jsou Chrám Sv. Ludmily na pražském nám. Míru a kostel sv. Prokopa na Žižkově. Významně se podílel na restaurování pražské Prašné brány a chrámu sv. Víta, stejně jako na novogotických úpravách hradů Karlštejn a Křivoklát.
- Jaroslav Vrchlický (1853–1912) – významný představitel české literatury národního obrození se narodil v Lounech. Studoval gymnázium ve Slaném a filozofickou fakultu v Praze. Během svého života pobýval dlouhá léta v Itálii. Svým rozsáhlým dílem se řadí do generace lumírovců. Z básnických sbírek jsou nejznámější Okna v bouři (báseň Za trochu lásky šel bych světa kraj) a Meč Damoklův. Soubor epických básní Zlomky epopeje se zamýšlí nad postupným vývojem lidstva k humanitě. Jeho nejznámější divadelní hrou je Noc na Karlštejně, která byla v roce 1973 zfilmována.

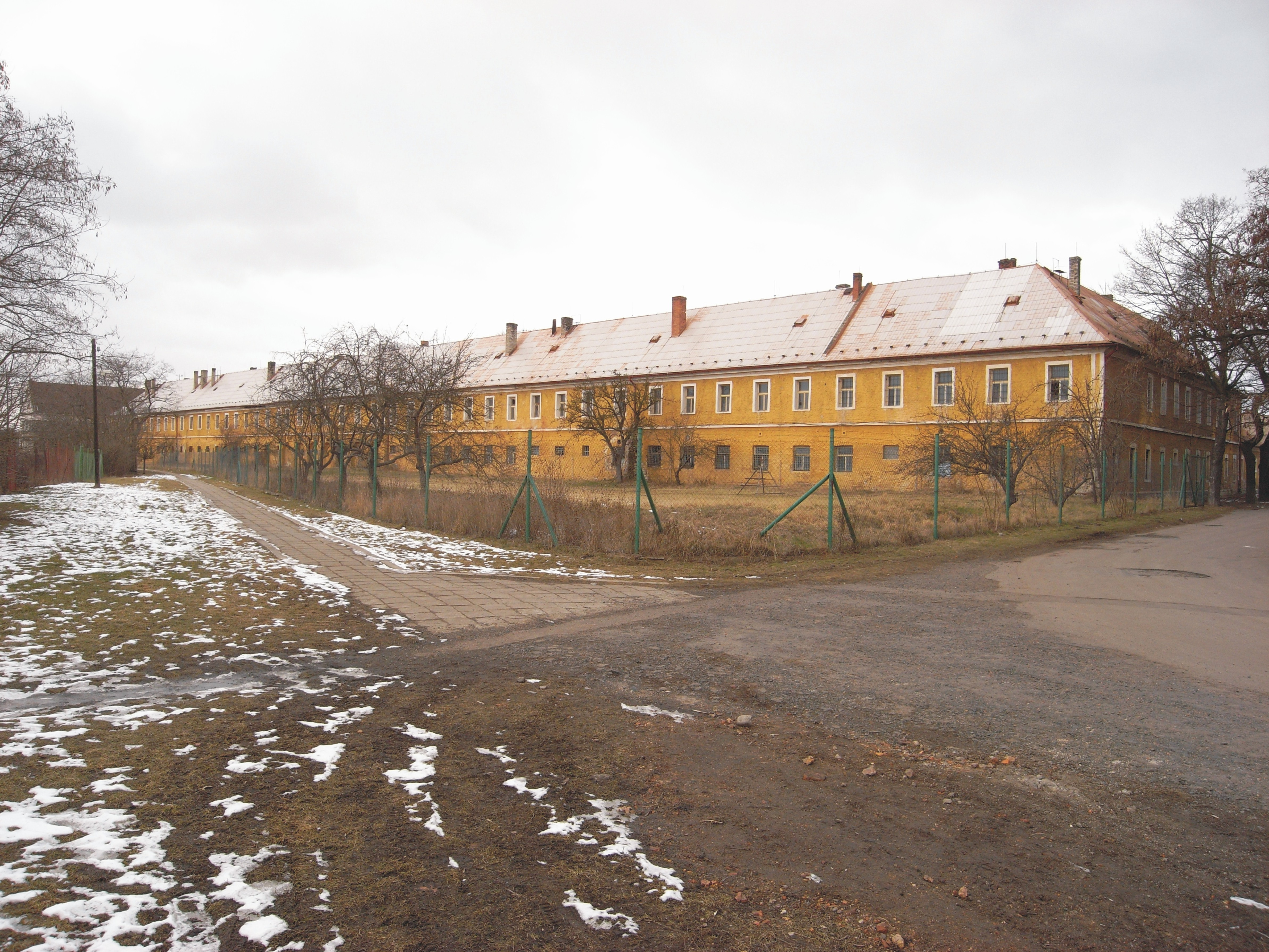
Postoloprtská kasárna. Budova, která se těsně po skončení války v červnu 1945 stala svědkem excesů divokých odsunů. Zvěrstev se tentokrát dopouštěli Češi na odsunovaných sudetských Němcích, kteří byli do Postoloprt dočasně internováni. Při masakru v bažantnici bylo postříleno na 800 Sudetských Němců, v další vlně vražd ve zdejších kasárnách nebyly ušetřeny ani děti.

- Kamil Hilbert (1869–1933) – tento rodák z Loun se stejně jako Josef Mocker věnoval restaurátorské činnosti na našich nejvýznamnějších zejm. gotických památkách. Významně se podílel na dostavbě Chrámu Sv. Víta v Praze.
- Emil Filla (1882–1953) – rodák z Chropyně na Moravě, významný český kubistický malíř a grafik. Na sklonku svého života se zdržoval na zámku v Peruci, kde se věnoval krajinomalbě zdejšího okolí.
- Václav Hlavatý (1894–1969) – významný český matematik, narozen v Lounech. Věnoval se zejména diferenciální a algebraické geometrii. V roce 1948 emigroval do USA.
- Konstantin Biebl (1898–1951) – významný český básník, představitel surrealismu a poetismu se narodil ve Slavětíně nad Ohří. Za první světové války musel narukovat na balkánskou frontu, kde byl zraněn. Po vzniku ČSR se přátelil např. s Jiřím Wolkerem. Mezi jeho nejznámější díla patří poetistické sbírky S lodí, jež dováží čaj a kávu a pásmo Nový Ikaros. Ze surrealistické poezie je nejznámější sbírka Zrcadlo noci reagující na okupaci v roce 1939. Biebl spáchal v roce 1951 sebevraždu.
- Werner Nachtigall (1934) – německý biolog, původem ze Žatce věnující se biologické technologii.
- Petr Kotvald (1959) – známý český zpěvák, který v 80. letech tvořil s Hanou Zagorovou a Stanislavem Hložkem známé pěvecké trio. Pochází z Žatce. Jeho nejznámějším hitem je píseň Holky z naší školky, kterou nazpíval v roce 1982 společně se S. Hložkem.
- Marcela Březinová (1960) – česká jazzová a rocková zpěvačka, původem z Podbořan.
- Jan Svěrák (1965) – syn herce a scenáristy Zdeňka Svěráka se narodil v Žatci. Od počátku 90. let patří mezi nejvýznamnější české režiséry – režíroval filmy jako Obecná škola, Kolja, Tmavomodrý svět nebo Vratné lahve. Za film Kolja získal v roce 1996 Oscara v kategorii nejlepší cizojazyčný snímek.

## Kultura

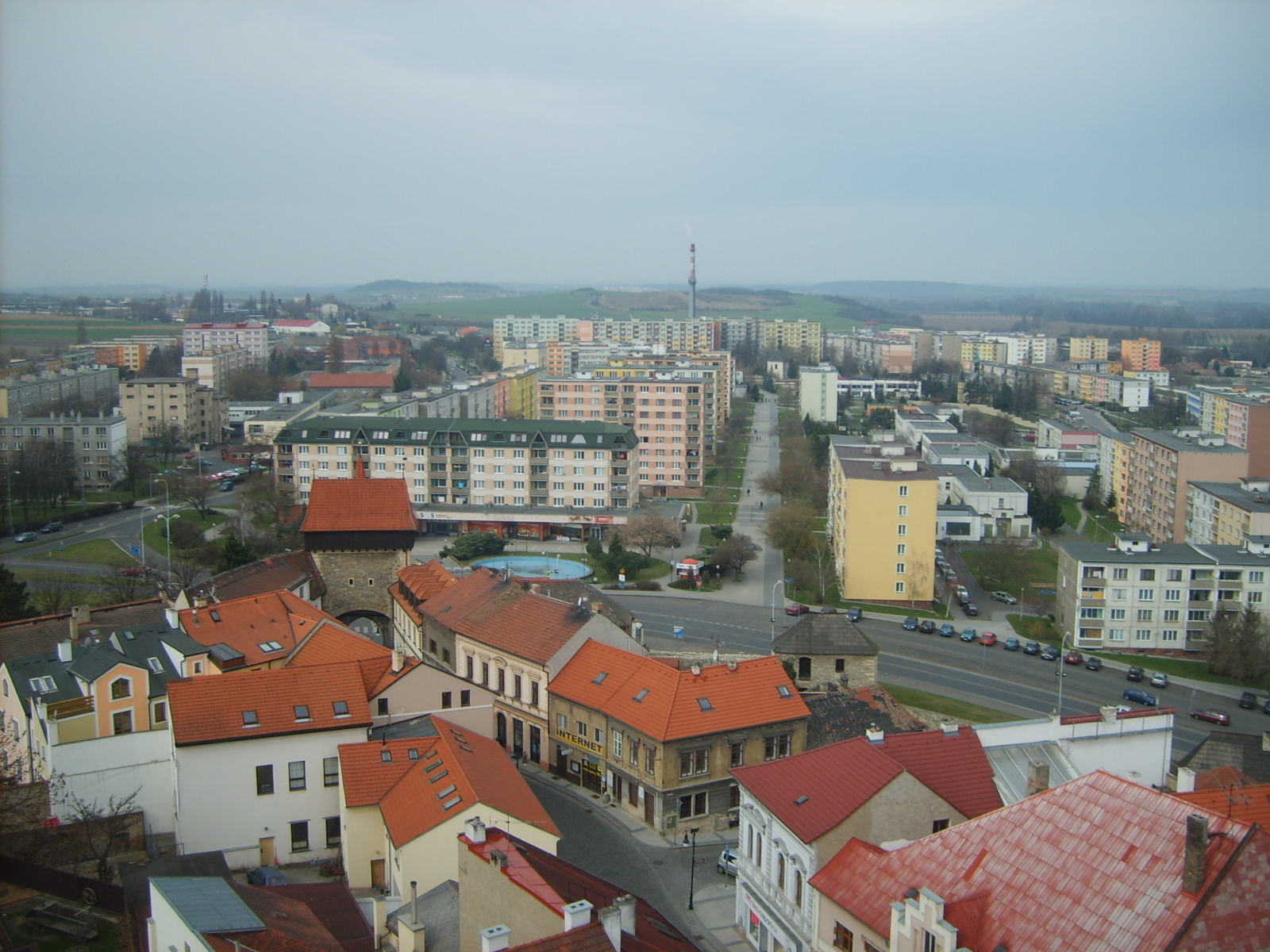
V 50. letech začalo období socialistického rozvoje Loun, ještě umocněné zvýšením významu tohoto města po roce 1960. Stavěly se nové závody Praga a Elektroporcelán, přibývalo lidí a to zapříčinilo nedostatek bytů. V Lounech proto začala růst velká panelová sídliště, kvůli velmi přísné zemědělské politice nemohla vyrůst vedle stávající zástavby na polích. Jedno z nich dost nemilosrdným způsobem nahradilo v letech 1968–1979 původní starobylé Žatecké předměstí a Lázně, které byly nejstarším jádrem Loun. Nízkopodlažní zástavba byla zbourána a nahradily ji sedmipatrové panelové domy. Ušetřeny zůstaly pouze barokní špitál a 2 kostely.

Z hlediska množství a kvality kulturních zařízení je lounský okres na velmi vysoké úrovni. Vždyť například různá divadla působí na okrese v Lounech, v Žatci a v Postoloprtech. V Lounech sídlí v pěkné funkcionalistické budově v centru města Vrchlického divadlo, budova žateckého městského divadla v klasicistním slohu se nachází ve Dvořákově ulici. V Postoloprtech provozuje divadlo městské kulturní středisko.
Kina jsou ve většině velkých obcí okresu. V centru Loun můžeme navštívit kino Svět, v Žatci je kromě standardního kina v provozu také kino letní. Další kina jsou v Podbořanech, v Peruci, ve Vroutku a v Lubenci.
Síť knihoven okresu je velmi hustá, téměř každá větší vesnice má svoji knihovnu. Vlastní městské knihovny mají Louny, Žatec, Podbořany a Postoloprty. Největším je Okresní knihovna v Lounech.
Z dalších kulturních institucí jmenujme Okresní muzeum v Lounech, Muzeum K. A. Poláka a Chmelařské muzeum v Žatci, Muzeum České vesnice v Peruci a Galerii Benedikta Rejta v Lounech, jejíž součástí je pamětní síň Emila Filly na zámku v Peruci.
Nejtradičnější kulturní akcí na Lounsku je každoroční žatecký festival Dočesná.

## Památky
- Louny – v Lounech se do dnešních dnů zachoval původní středověký půdorys města s částmi starého městského opevnění. Nejvýznamnější památkou je pozdně gotický Chrám Sv. Mikuláše vystavěný v letech 1519 – 1538 podle návrhu architekta Benedikta Rejta. Trojlodní stavba klenutá žebrovou klenbou je unikátní svou trojdílnou stanovou střechou. Druhou nejvýznamnější památkou je nádherně zachovalá Žatecká brána vybudovaná v roce 1500, ležící na západním okraji centra. Dříve uprostřed starého Žateckého předměstí, dnes uprostřed sídliště se nachází původně románský kostel sv. Petra s cenným renesančním portálem. Náměstí zdobí novorenesanční budova radnice, empírová budova okresního soudu, barokní morový sloup a pomník mistra Jana Husa z roku 1925. Cenný je také renesanční dům Daliborka sloužící dnes potřebám Okresního archivu a dům Sokolů z Mor v Pivovarské ulici, který zdobí nádherný gotický arkýř. V tomto domě dnes sídlí Okresní muzeum. Významnou barokní památkou je barokní špitál z roku 1698. Technickou památkou města je Záplavový most, vybudovaný v údolí Ohře směrem na Dobroměřice v roce 1805 z důvodu častých povodní v údolní nivě řeky. Návštěvníka Loun jistě zaujme čistota a upravenost celého města, a tak je procházka po Lounech skutečně příjemným zážitkem.

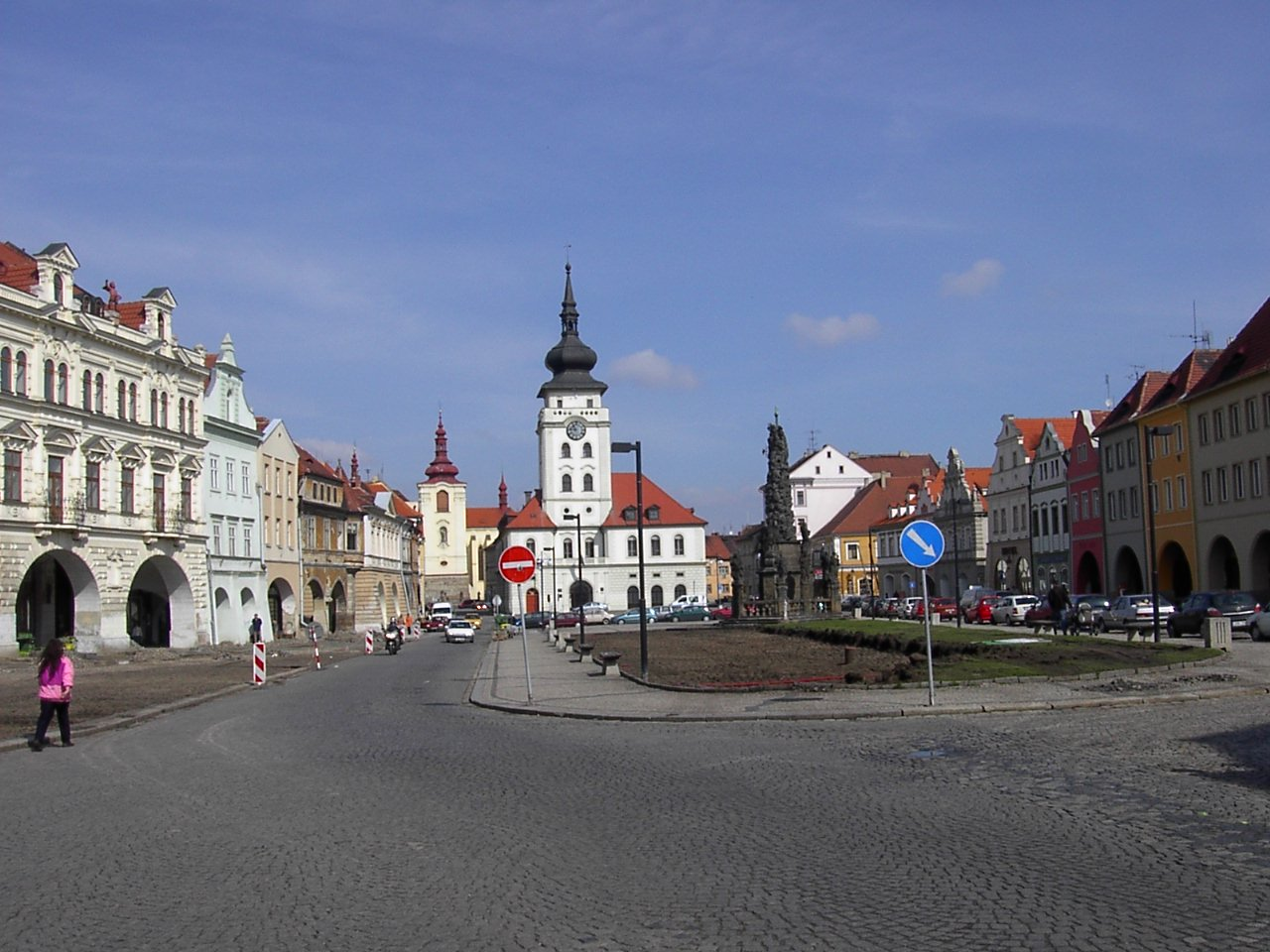
Po revoluci v roce 1989 se začalo konečně trochu více investovat také do obnovy historického centra Žatce, který byl sice již od roku 1961 státně chráněnou památkovou rezervací, ale stav jeho historických památek byl tristní. Snnímek z roku 2006 zachycuje přestavbu hlavního žateckého náměstí Svobody.

- Žatec – ačkoliv jsou Louny na historické památky velmi bohaté, tisíciletému Žatci v tomto směru zřejmě konkurovat nemohou. Svědčí o tom i fakt, že právě Žatec byl již v roce 1961 vyhlášen ministerstvem kultury městskou památkovou rezervací. Nejvýznamnějším místem v Žatci je bezesporu hlavní náměstí Svobody, jež je lemováno řadou gotických a renesančních měšťanských domů. Dominantou náměstí i celého města je unikátní renesanční budova radnice pocházející z roku 1559. Na náměstí se nachází také cenná barokní budova děkanství s nástěnnými malbami a pozdně gotický Hošťálkův dům. Uprostřed náměstí stojí barokní sloup Nejsvětější trojice z počátku 18. století. Dominantou Hošťálkova náměstí, což je v podstatě pokračování náměstí Svobody v prostoru za radnicí, je starobylý kostel Panny Marie, prvně připomínaný již před více než tisíci lety. Svoji dnešní podobu získal po barokní přestavbě. Pěkně zachovalé městské opevnění je další žateckou chloubou. Dodnes se zachovala Kněžská brána, Libočanská branka a Husitská bašta. Památkovou ochranu zasluhuje také starobylá budova městského pivovaru v zadní části centra, která však není v nejlepším stavu. Připomínkou bývalé židovské obce v Žatci je synagoga v Dlouhé ulici. Na rozdíl od Loun má Žatec dodnes zachovalé i starobylé části původních předměstí (ačkoliv i v Žatci bohužel leccos „zmizelo“ v období socialistické výstavby). Další výhodou Žatce je jeho nádherná malebná poloha na ostrohu nad řekou Ohří. Není proto divu, že je právě Žatec oblíbeným místem filmařů. Bohužel však město trpí méně příznivým sociálním složení města, kdy celé rodiny sociálně nepřizpůsobivých občanů obývají krásné historické budovy přímo v centru (zejm. v jeho východní části, v Dlouhé a Obloukové ulici). Zároveň je dosti patrná dlouhodobě zanedbávaná péče o památkově chráněné objekty, kterou je v současnosti třeba narychlo „dohánět“.

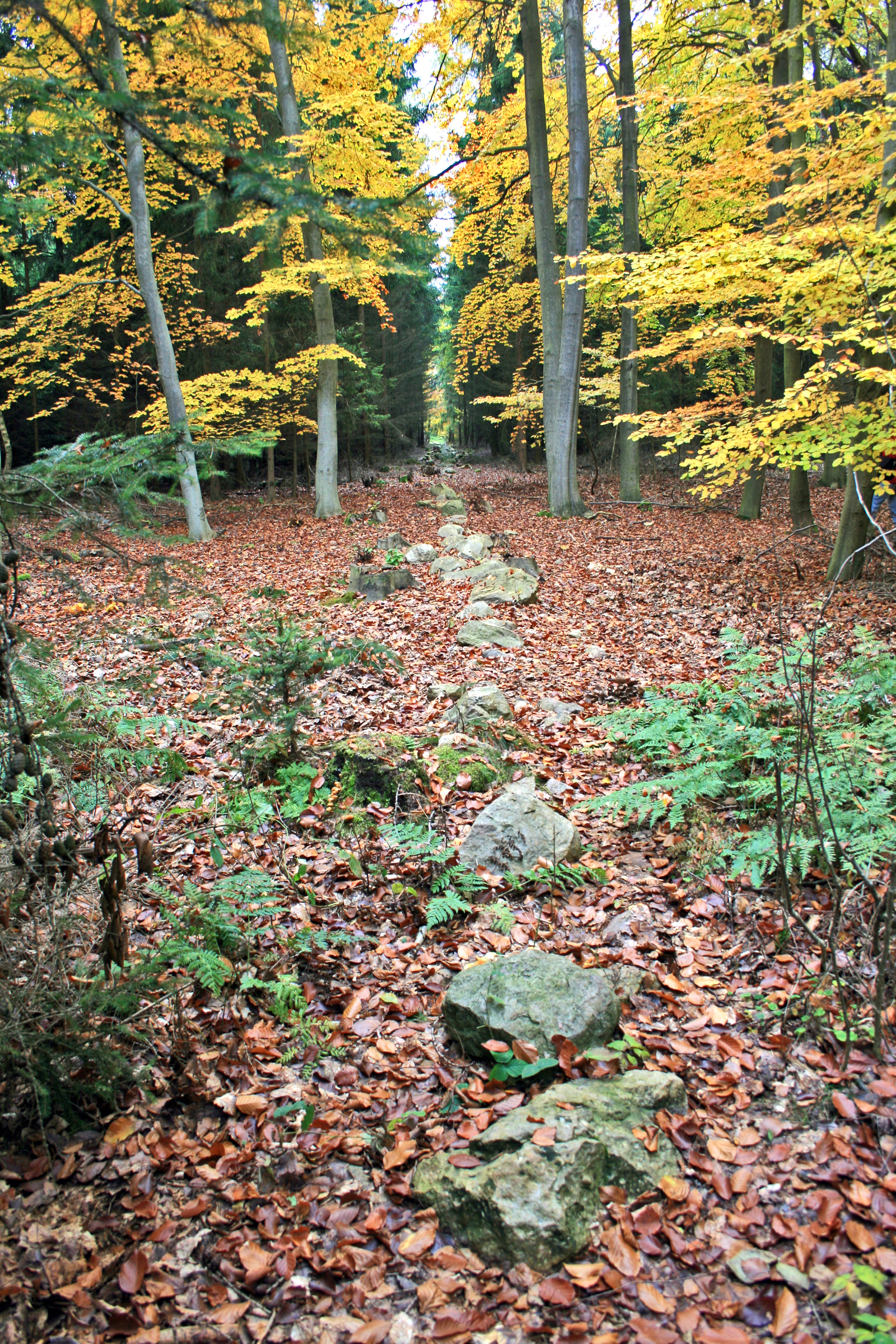
Tajemstvím jsou opředeny Kounovské kamenné řady nacházející se v pohoří Džbán na jižní hranici okresu.

- Peruc – městečko Peruc je známé díky pověsti o Oldřichovi a Boženě. Tato pověst pocházející zřejmě již z 11. století se váže ke starému dubu v dnešním zámeckém parku. Kníže se svojí družinou zajel při lovu z Prahy až k Peruci. U studánky pod dubem tam spatřil krásnou selku Boženu při praní. Lov ho rázem přestal bavit, Boženu unesl do Prahy a oženil se s ní. Později se jim narodil syn Břetislav, který svoji ženu „získal“ dle pověsti podobným způsobem. Nejvýznamnější peruckou památkou je zámek, který byl vybudován na místě původního hradu v 16. století a přibližně o 100 let později byl barokně přestavěn. V podzámčí najdeme Boženinu studánku vyvěrající v novogotickém altánu, nedaleko níž stojí Oldřichův dub, jehož stáří se odhaduje na 1000 let. V okolí Peruce najdeme mnoho krásných přírodních partií, zejm. Debeřské údolí s Krásnou vyhlídkou.
- Krásný Dvůr – obec Krásný Dvůr se nachází poněkud stranou hlavních cest, asi 5 km severně od Podbořan při hranici s okresem Chomutov. Nejvýznamnější památkou obce je rodový zámek Černínů vystavěný v roce 1724 v barokním slohu. Zámek je charakteristický tvarem písmena U s vyvýšenou střední částí, na kterou z obou stran navazují křídla obklopující nádvoří. Zámecké interiéry jsou bohatě vybaveny cennými uměleckými sbírkami. Zámek obklopuje nádherný rozlehlý anglický park se soustavou rybníčků a drobných romantických staveb (čínský pavilon, novogotický Panův templ, aj.) Zámek je zpřístupněn veřejnosti, pořádají se zde turistické prohlídky. Jedinou nevýhodou Krásného Dvora je špatná dopravní dostupnost, proto lze jenom doporučit příjezd vlastním autem.
- Březno u Postoloprt – mezi Lounami a Postoloprty na břehu Ohře se nachází ves Březno s významným paleontologickým nalezištěm. Východně od vsi byl Okresním muzeem v Lounech vybudován archeologický skanzen představující vzhled pravěkého sídliště. Otevřen je v sezóně od května do září.
- Panenský Týnec – zemědělská obec při silnici č. 7 směrem na Slaný. V obci stával rozsáhlý klášter klarisek vypálený v roce 1420 husity a definitivně zrušený v roce 1620. Dodnes se z něj zachovaly zříceniny nedokončeného gotického kostela z 15. století. Na náměstí barokní kostel a fara.
- Cítoliby – městečko Cítoliby jižně od Loun (v letech 1981 – 1990 bylo dokonce jejich součástí) je doslova plné cenných barokních památek. Nejvýznamnější z nich je zámek z konce 17. století, dále kostel sv. Jakuba Většího z roku 1713 se sochařskou výzdobou Matyáše Bernarda Brauna, velmi pěkný morový sloup z roku 1725 a malebné náměstí.
- Slavětín nad Ohří – starobylá obec na pravém břehu Ohře, východně od Loun, rodiště básníka Konstantina Biebla. Nejvýznamnější slavětínskou památkou je původně románský kostel sv. Jakuba s nádhernými gotickými nástěnnými malbami.
- Ročov – chmelařské městečko v malebné poloze uprostřed Džbánu, jižně od Loun, založené pravděpodobně za vlády Karla IV. Dominantou Ročova je augustiniánský klášter založený v roce 1373 s barokním poutním kostelem Nanebevzetí Panny Marie vybudovaným dle projektu Jana Blažeje Santiniho a Kiliána Ignáce Dietzenhofera. V 18. a 19. století. byl Ročov významným mariánským poutním místem. Obec je vhodným východištěm cest do oblasti Džbánu.
- Kounovské kamenné řady – jedno z hlavních turistických lákadel Džbánu, těsně za hranicí okresu Rakovník mezi Domoušicemi a Mutějovicemi, dobře dostupné po železniční trati Rakovník – Louny. Jedná se o 14 kamenných řad vytvořených člověkem v pravěku pravděpodobně za účelem astronomického zkoumání. Objeveny byly až v roce 1934, před tím jim nikdo nekladl vyšší pozornost.

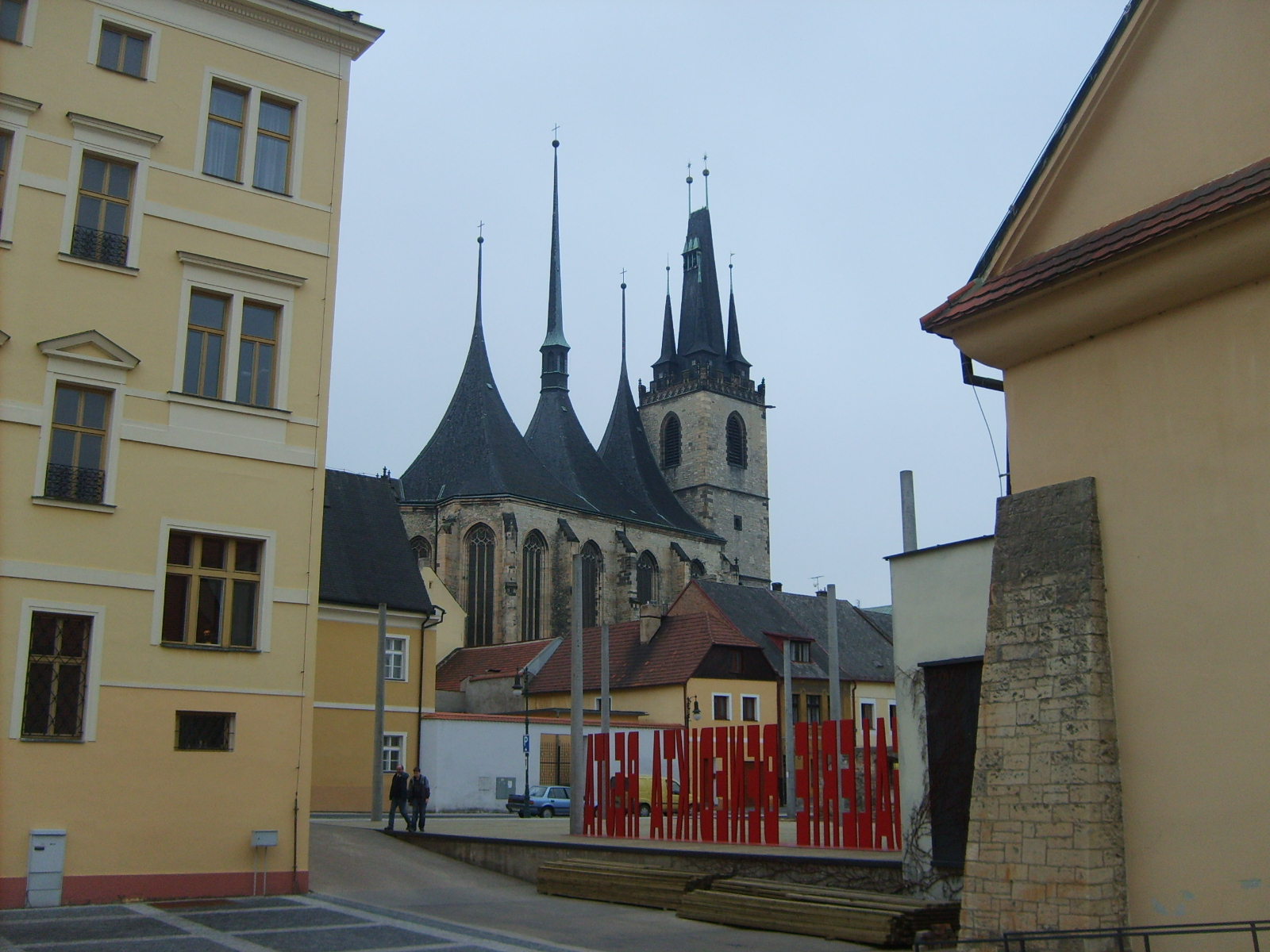
Pozdně gotický chrám Sv. Mikuláše v Lounech patří mezi nejcennější stavby svého druhu u nás i ve střední Evropě. Budova, vystavěná podle návrhu architekta Benedikta Rejta v první polovině 16. století, svou stanovou střechou při pohledu od jihu dotváří horizont prudkých kopců Českého středohoří.

- Raná a Oblík – dva výrazné vrcholy západní části Českého středohoří nacházející se asi 5 km severně od Loun. Vrchol Raná (457 m), tyčící se nad stejnojmennou obcí převyšuje okolní krajinu minimálně o 200 m. Hora je oblíbeným místem paraglidistů. Oblík (510 m) se nachází 2 km východně od vrcholu Rané. Čedičový kopec má tvar komolého kužele a poskytuje nádherný kruhový výhled. Oba vrcholy sopečného původu tvoří dominantu Loun při příjezdu od Prahy.
- Menhir u Drahomyšle – u vesnice Drahomyšl, na poloviční cestě mezi Žatcem a Louny, najdeme asi 2,5 m vysoký osamělý balvan zvaný Zkamenělý mnich. Váže se k němu pověst o tajné lásce mnicha a místního děvčete. Na vztah se však přišlo, oba milence načapal opat kláštera, načež mnicha zaklel v kámen a děvče bylo nařčeno z čarodějnictví a roku 1668 upáleno.
- Libočany – obec na soutoku říčky Liboc s Ohří, ze západní strany stavebně splývající s Žatcem. V obci pozdně barokní zámek z roku 1770 s dosud zachovalou starou kovárnou se zařízením. Zámek v současnosti slouží Českému úřadu zeměměřickému a katastrálnímu. Pěkný rokokový kostel Všech svatých z poloviny 18. století. Obec je rodištěm významného českého kronikáře Václava Hájka z Libočan.
- Liščí skály u Lubence – skalní útvary v jihozápadní výspě okresu v Malměřickém lese. Okolní lesy jsou oblíbenou rekreační oblastí, také díky slušné dopravní dostupnosti (silnice Praha – Karlovy Vary).
- Líčkov – součást obce Liběšice, asi 10 km jihovýchodně od Žatce. Po roce 1596 byla líčkovská tvrz přestavěna na barokní zámek, který byl po roce 1765 přestavěn v rokokovém stylu. Od dvacátých let 20. století na zámku pobýval akademický malíř Otakar Brázda, který objekt zrestauroval a žil v něm až do své smrti v roce 1977. Dnes je v objektu galerie jeho obrazů přístupná veřejnosti. Zámek zdobí velmi pěkná terasovitá zahrada v italském stylu.
- Petrohrad – středisková obec nedaleko od karlovarské silnice I/6 a na železniční trati Plzeň – Žatec. Zdejší původně renesanční zámek byl po třicetileté válce částečně barokně přestavěn italskými architekty. Dnes slouží jako psychiatrická léčebna, není běžnému návštěvníkovi přístupný. Okolí zámku je ozdobeno řadou barokních soch. Na Ovčím vrchu nad obcí se nachází zřícenina hradu ze 14. století, který byl v pozdním středověku střediskem panství. K hradu se váže pověst o ukrytém pokladu. Poslední majitel Volf z Gutštejna měl totiž pouze tři dcery, které si měly majetek rozdělit. Dvě z nich využily toho, že nejmladší Marie oslepla a při dělení majetku ji ošidily, za což však byly potrestány nemocí a brzkou smrtí. Poklad tedy nakonec zůstal Marii, která se dožila vysokého věku. Před svou smrtí nechala veškeré pokladnice hradu uzamknout a hodit klíče do studny. V pověsti se praví, že se klíče zjevují na velký pátek na hladině hradní studny, ale vzít si je může pouze zbožný a slušný člověk.

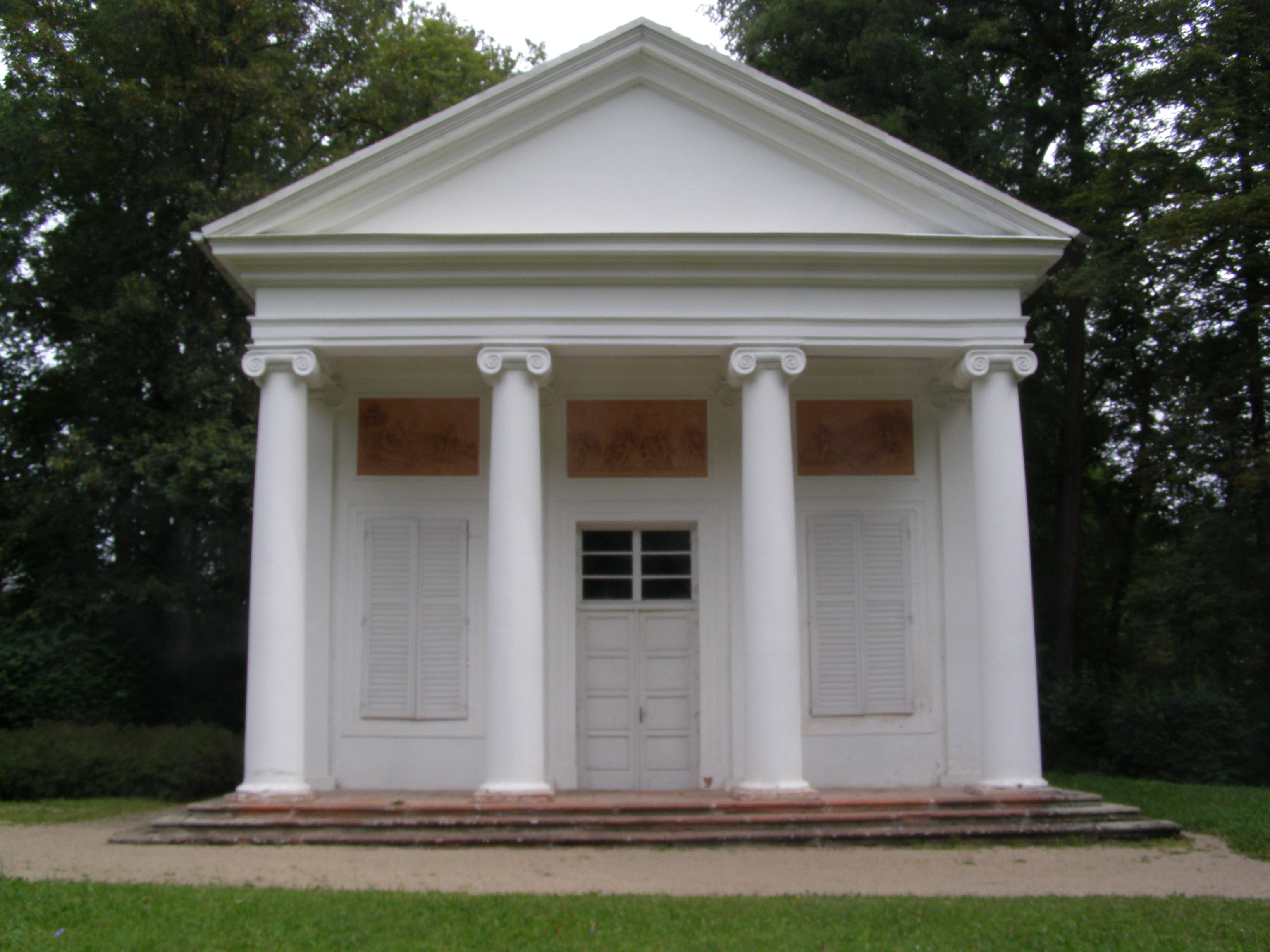
Empírový Pánův templ patří mezi ozdobné objekty krásnodvorského zámeckého parku. Na zámku pobývalo mnoho známých osobností, snad nejznámější z nich byl v době druhé světové války nechvalně proslulý německý ministr zahraničí Joachim von Ribbentrop.

- Libčeves – středisková obec pod svahy Českého středohoří v severovýchodní části okresu, dnes známá především kvůli aféře týkající se požáru skládky, která s nejvyšší pravděpodobností obsahovala odpad dovezený do ČR z Německa. Nejcennějšími památkami jsou renesanční zámek nad obcí a kostel z let 1220–1230 se zachovalou románskou věží.
- Nepomyšl – obec v podhůří Doupovských hor asi 7 km západně od Podbořan. Původně gotický kostel svatého Mikuláše byl přestavěn v barokním slohu. V sousedství kostela stojí nepomyšlský zámek.
- Pravda u Domoušic – zřícenina hradu z druhé poloviny 15. století v lese západně od Domoušic. V šedesátých letech 19. století, za národního obrození, se zde pořádaly tábory lidu.
- Vesnické památkové zóny Stekník, Soběchleby a Výškov.

## Ochrana přírody

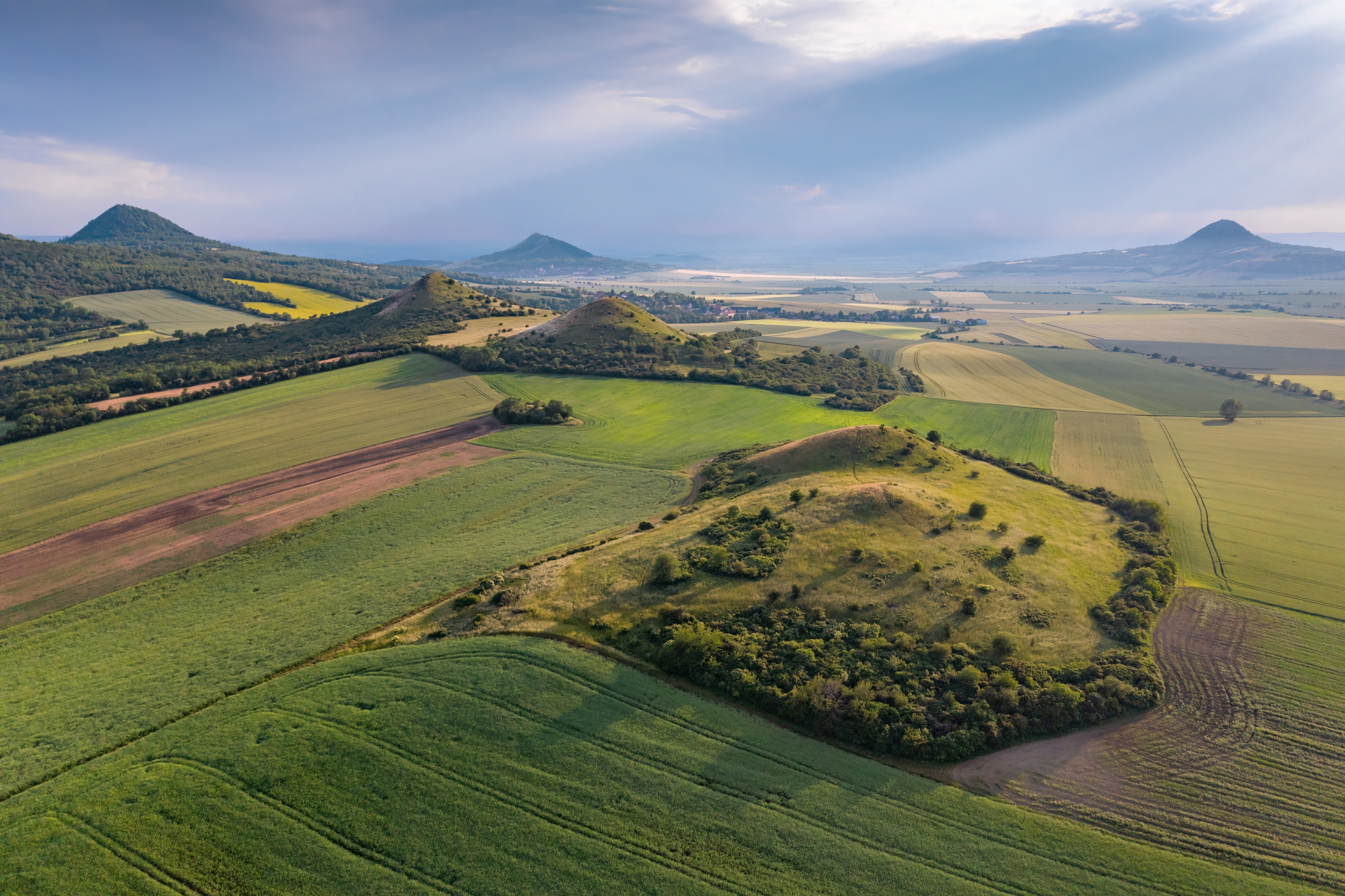
Část CHKO České středohoří, která zasahuje do okresu Louny.

Na území Lounska se nachází 2 zvláště chráněná území: CHKO České středohoří a Přírodní park Džbán.
Správa CHKO České středohoří sídlí v Litoměřicích, což je také okres, ve kterém se největší část oblasti nachází. Z celkové výměry 1 063 km² je součástí Lounska pouze asi 8 % výměry. CHKO zasahuje do severovýchodní části okresu a zahrnuje zejména vrcholy Oblík, Raná a okolí Libčevsi.
Přírodní park Džbán byl vytvořen v roce 1994 a rozkládá se na území okresů Rakovník, Louny a Kladno. Rozloha parku je 416 km². Na Lounsku zahrnuje území mezi Měcholupy, Dobříčany, Tuchořicemi, Panenským Týncem a jižní hranicí okresu.

## Seznam obcí a jejich částí
Města jsou uvedena tučně, městyse kurzívou, části obcí malince.
Bitozeves (Bitozeves-Průmyslová zóna Triangle • Nehasice • Tatinná • Vidovle) •
Blatno (Malměřice) •
Blažim •
Blšany u Loun •
Blšany (Liběšovice • Malá Černoc • Siřem • Soběchleby • Stachov) •
Brodec •
Břvany •
Cítoliby •
Čeradice (Kličín • Větrušice) •
Černčice •
Deštnice (Sádek) •
Dobroměřice •
Domoušice (Solopysky) •
Holedeč (Holedeček • Stránky • Veletice) •
Hříškov (Bedřichovice • Hvížďalka) •
Hřivice (Markvarec • Touchovice) •
Chlumčany (Vlčí) •
Chožov (Mnichovský Týnec • Třtěno) •
Chraberce •
Jimlín (Zeměchy) •
Koštice (Vojnice • Vojničky • Želevice) •
Kozly •
Krásný Dvůr (Brody • Chotěbudice • Chrašťany • Němčany • Vysoké Třebušice • Zlovědice) •
Kryry (Běsno • Stebno • Strojetice) •
Lenešice •
Libčeves (Hnojnice • Hořenec • Charvatce • Jablonec • Lahovice • Mnichov • Řisuty • Sinutec • Všechlapy • Židovice) •
Liběšice (Dobříčany • Dubčany • Kluček • Lhota • Líčkov) •
Libočany •
Libořice (Železná) •
Lipno (Drahomyšl • Lipenec) •
Lišany •
Líšťany •
Louny (Brloh • Nečichy) •
Lubenec (Dolní Záhoří • Drahonice • Horní Záhoří • Ležky • Libkovice • Libyně • Přibenice • Řepany • Vítkovice) •
Měcholupy (Milošice • Velká Černoc • Želeč) •
Nepomyšl (Dětaň • Dvérce • Chmelištná • Nová Ves) •
Nová Ves •
Nové Sedlo (Břežany • Číňov • Chudeřín • Sedčice • Žabokliky) •
Obora •
Očihov (Očihovec) •
Opočno •
Panenský Týnec •
Peruc (Černochov • Hřivčice • Chrastín • Pátek • Radonice nad Ohří • Stradonice • Telce) •
Petrohrad (Bílenec • Černčice) •
Pnětluky (Konětopy) •
Počedělice (Orasice • Volenice) •
Podbořanský Rohozec (Bukovina) •
Podbořany (Buškovice • Dolánky • Hlubany • Kaštice • Kněžice • Letov • Mory • Neprobylice • Oploty • Pšov • Sýrovice • Valov) •
Postoloprty (Březno • Dolejší Hůrky • Hradiště • Levonice • Malnice • Mradice • Rvenice • Seletice • Seménkovice • Skupice • Strkovice • Vrbka) •
Raná (Hrádek) •
Ročov (Břínkov • Úlovice) •
Slavětín (Kystra) •
Smolnice •
Staňkovice (Selibice • Staňkovice Průmyslová zóna Triangle • Tvršice) •
Toužetín (Donín • Sulec) •
Tuchořice (Nečemice • Třeskonice) •
Úherce •
Velemyšleves (Minice • Truzenice • Velemyšleves-Průmyslová zóna Triangle • Zálezly) •
Veltěže •
Vinařice (Divice) •
Vrbno nad Lesy •
Vroutek (Lužec • Mlýnce • Mukoděly • Skytaly • Vesce • Vidhostice • Vrbička) •
Vršovice •
Výškov (Počerady) •
Zálužice (Rybňany • Stekník) •
Zbrašín (Hořany • Senkov) •
Žatec (Bezděkov • Milčeves • Radíčeves • Trnovany • Velichov • Záhoří) •
Želkovice •
Žerotín •
Žiželice (Hořetice • Přívlaky • Stroupeč)